# Madeira
Madeira (portugálul Ilha da Madeira) a vulkáni eredetű Madeira-szigetek legnagyobbika az Atlanti-óceánban, Lisszabontól 978 km-re. Geológiailag az Afrikai-lemezen fekszik, de Porto Santóval együtt politikailag és kulturálisan Európához tartozik, mint Portugália autonóm régiója.

## Földrajzi helyzete

Madeira bekarikázva

A kelet–nyugati irányban megnyúlt sziget az északi szélesség 32°38'–32°52' és a nyugati hosszúság 16°39'–17°16' között fekszik, kb. 400 kilométerre a Kanári-szigetektől északra és Marokkó partjaitól 520 kilométerre északnyugatra.
Mintegy 57 km hosszú és 23 km széles, partvonala 130-140 km. Területe 736,7 km²
Geológiai szempontból az afrikai tektonikus lemezen helyezkedik el, bár a szigetcsoport kulturálisan, gazdaságilag és politikailag is Európához tartozik.

## Domborzat, vízrajz

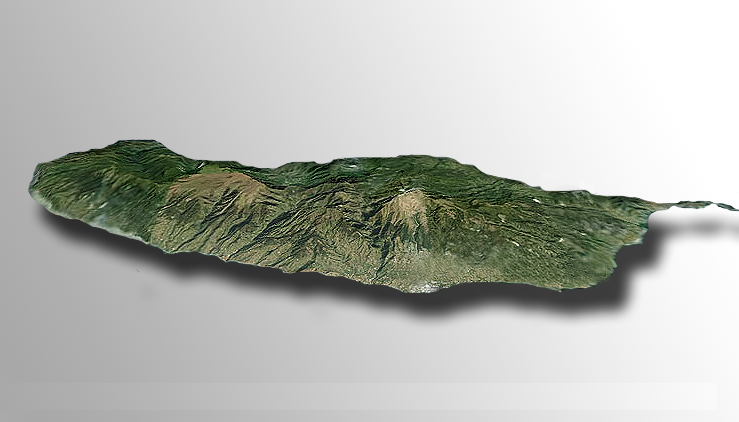
Madeira 3D-s képe

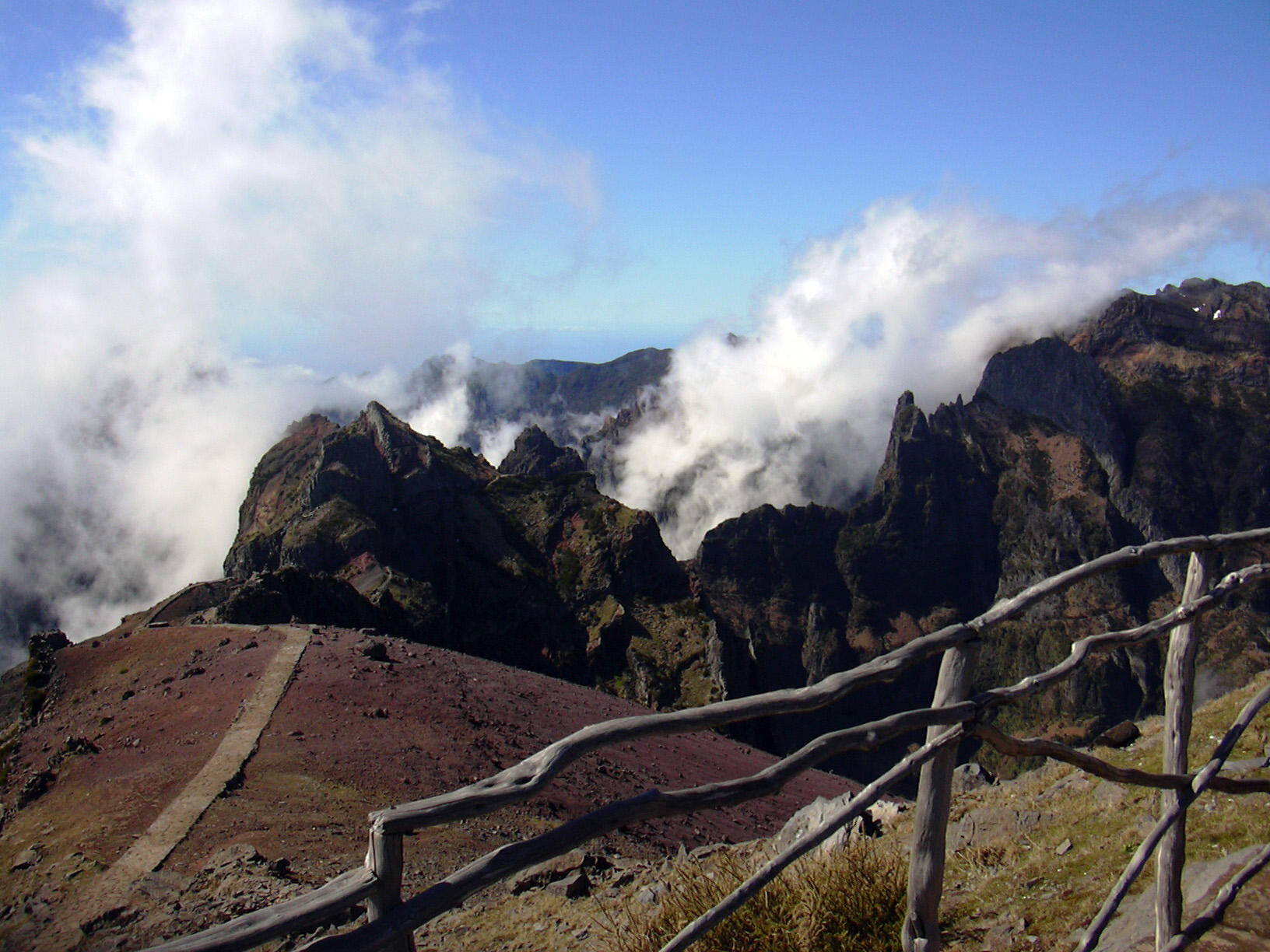
Látkép a Pico das Torrinhos csúcsról

A sziget domborzatát meghatározó hegylánc némileg a sziget középvonalától északra húzódik; ennek eredményeként az északi lejtők, völgyek meredekebbek, mint a déliek. A sziget legmagasabb pontja az 1862 méter magas Pico Ruivo. A harmadik legmagasabb csúcs, az 1818 m magas Pico do Arieiro a sziget legmagasabb olyan pontja, amihez (a csúcs alá mintegy tíz méterrel) autóút visz föl.
A sziget jellegzetes felszínformái a fajã néven ismert teraszok – ezek olyan, a domborzat környező elemeinél enyhébben lejtő lávapadokon alakultak ki, amelyek környezetéből az erózió lehordta a mállékonyabb piroklasztikumot. A vízválasztó környékén és a Szent Lőrinc-félszigeten ehhez hasonlóan, pozitív felszínformákként preparálódnak ki a piroklasztikumba a vulkáni működés második szakaszában benyomult kőzettelérek, a szillek és kürtőkitöltések.
Az egykori felszínformákat az erózió jelentősen átalakította. Viszonylag jó állapotban csak két, kisebb kráter maradt meg:
- Santo da Serra, illetve
- Fanal

közelében. Curral das Freiras nagy amfiteátruma, amit a felületes szemlélők gyakran kalderának vélnek, valójában tisztán eróziós termék: kialakításához a vulkáni működésnek semmi köze. Néhány kisebb, egyik oldalán nyitott amfiteátrum, így az északi oldalon Caldeirão Inferno és Caldeirão Verde, a Ribeira da Janela forrásvidékén a Huszonöt vízesés (Vinte e Cinco Fontes) a patakok hátráló eróziójának eredménye.

### Fontosabb tájegységek

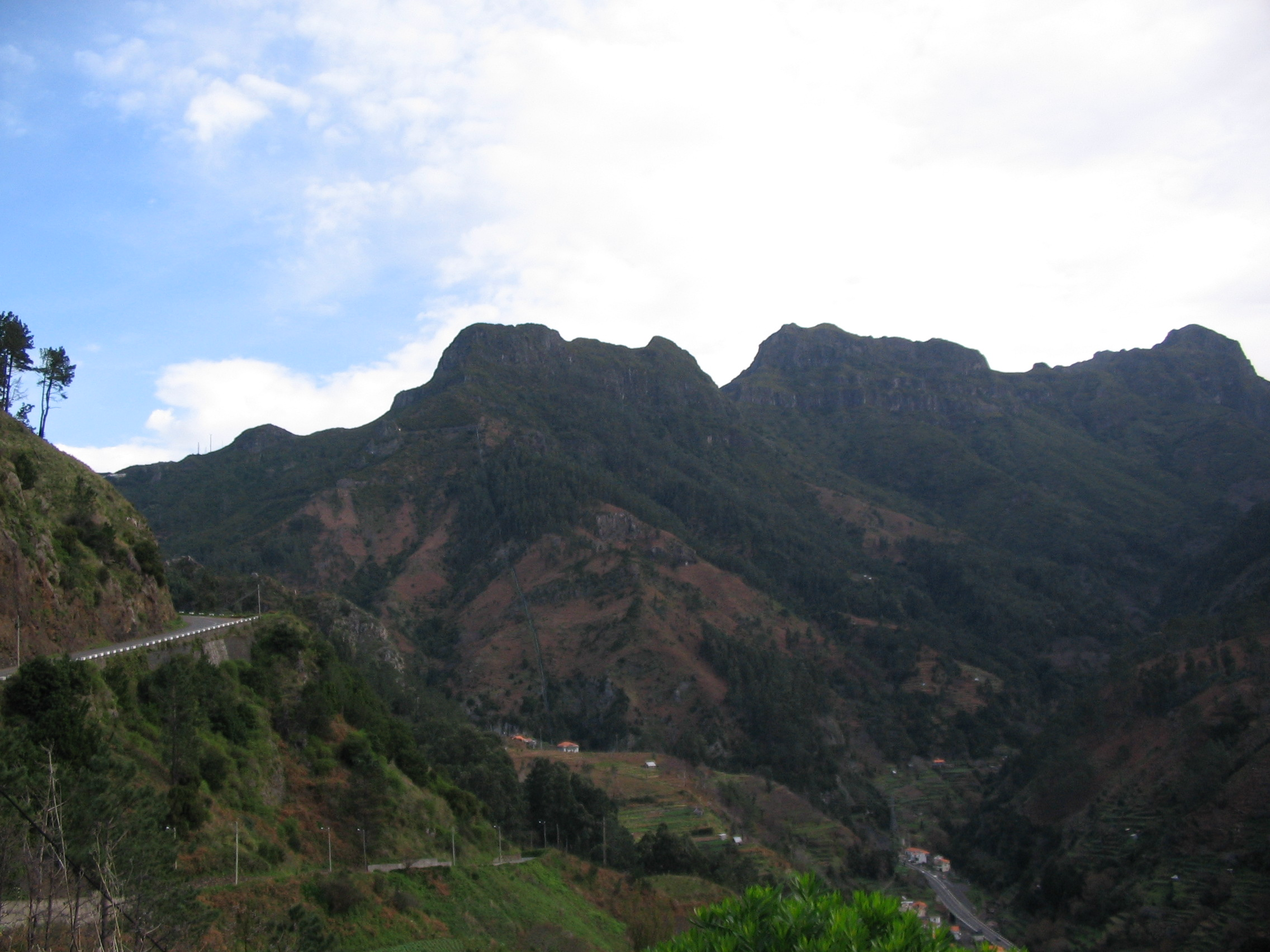
Serra de Água falu Achada nevű településrésze és a vízválasztó gerinc Pico Ferreiro (1733 m) – Pico Jorge (1691 m) vonulata

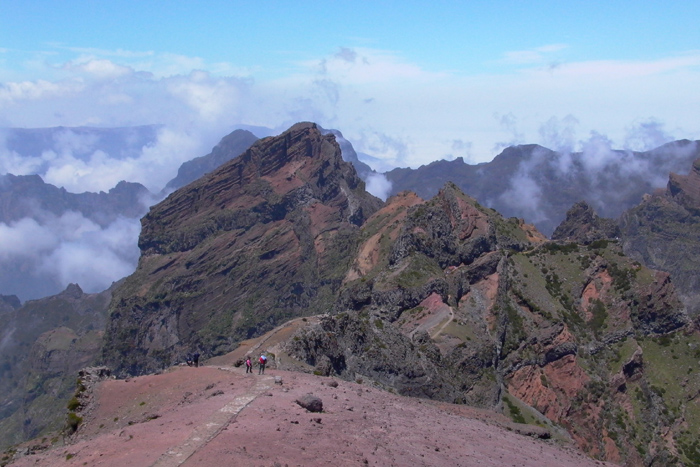
A Pico das Torrinhos csúcs bazalt lávaömlései

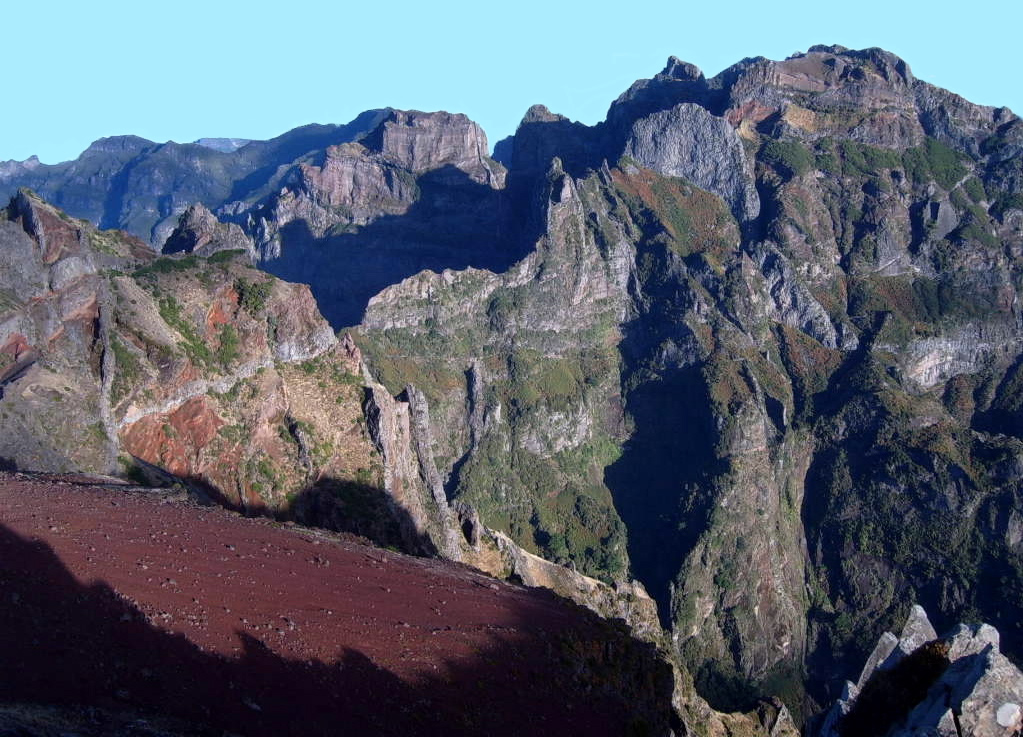
Pico do Arieiro

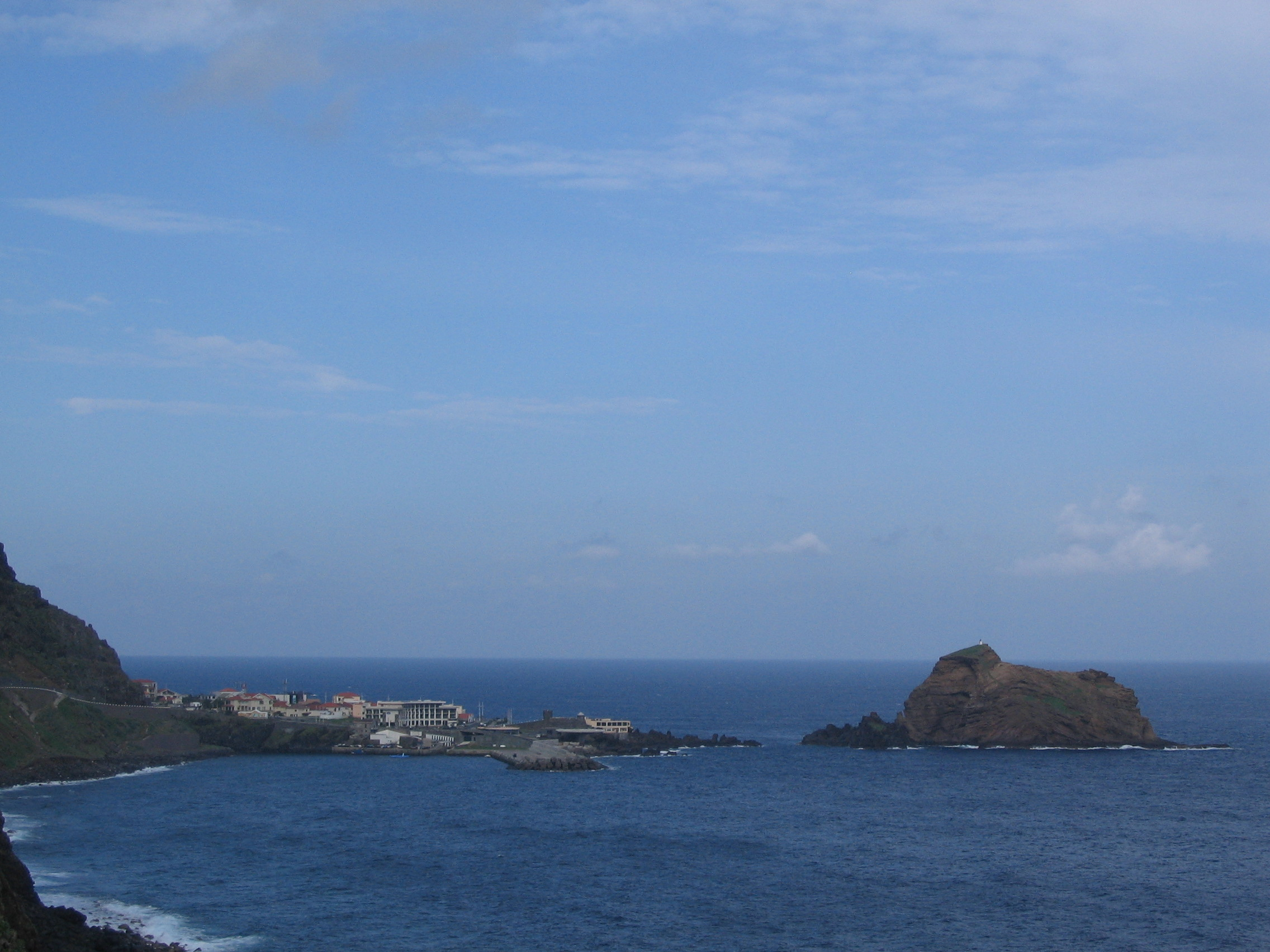
Az Ilhéu Mole a meteorológiai megfigyelő állomással

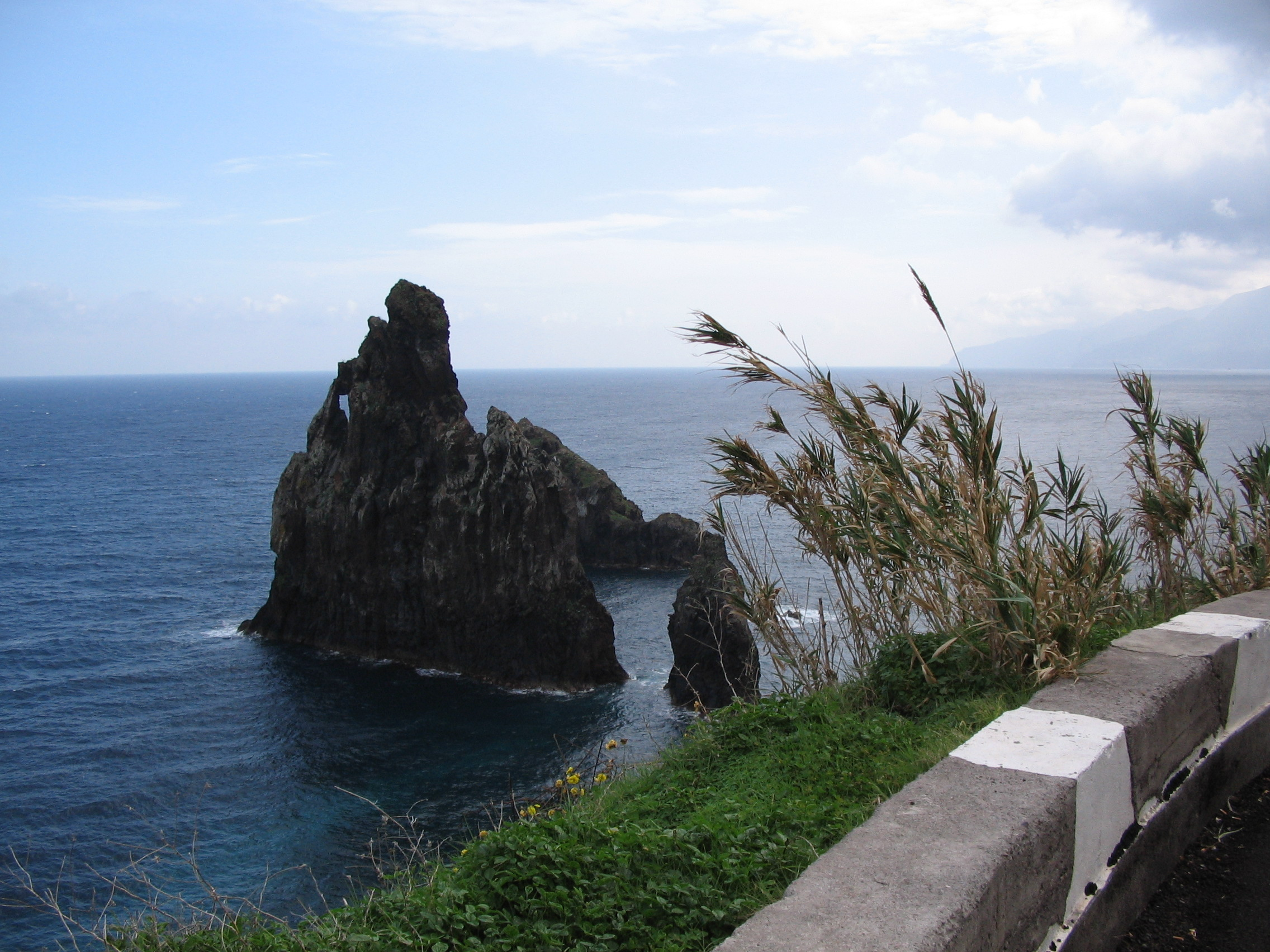
Porto e Cais szirtjei a sziget északi partja mentén

A kopár vulkáni csúcsokból (többnyire kipreparálódott kőzettelérekből, illetve kürtőkitöltésekből) álló vízválasztó hegyvonulat nyugat felé meredek lejtőkkel törik az óceánba; legnyugatibb csúcsa a Favas (392 m). Hágói közül a legjelentősebb a Pedras és a Pico do Tapeiro csúcs közötti Boca Encumeada, mert a Ribeira Bravát São Vicentével összekötő ER 228 út ezen lépi át a vízválasztót. Kelet felé dombsággá laposodik; a dombok között kanyargó Machico-patak völgye helyenként akár fél kilométerre is kiszélesedik.
A hegyláncot Rabaçal majorság, illetve a Ruivo do Paul és a Fonte da Juncal csúcsok között a központi fennsík (Paúl da Serra) szakítja meg. A hegység keleti folytatásaként mintegy három kilométer hosszan nyúlik kelet, majd délkelet felé a kopár Szent Lőrinc-félsziget (Ponta de São Lourenço). A déli oldal lejtőinek alját szinte mindenhol megművelik. A művelt sáv fölött az egykori babérerdők helyére öt kontinensről összehordott, vegyes növényzet települt, különböző erdőtípusok foltjaival. Az északi oldalon a mezőgazdaság szerepe mindig jóval kisebb volt. Itt több völgyben megmaradt az eredeti növényzet; a legtöbb gerinc kopár.

### Csúcsok, magassági pontok, hágók
Madeira szigetén lévő csúcsok nyugatról kelet felé haladva.

### A vízválasztón
- Fonte da Pedra (1022 m)
- Fonte do Barro (1066 m)
- Remal (1320 m)
- Cova do Negro (1293 m)
- Pico Gordo (1264 m)
- Urze (1418 m)
- Loiral (1415 m)
- Fonte da Juncal (1595 m)
- Pedras (1518 m)
- Rocha Negra (1299 m)
- Boca Encumeada hágó (1007 m)
- Pico (do) Ferreiro (1733 m)
- Pico (do) Jorge (1691 m)
- Pico Casado ou Parteira (1725 m)
- Pico das Eirinhas (1649 m)
- Pico Coelho (1733 m)
- Canario (1592 m)
- Pico da Lapa (1713 m)
- Pico Ruivo (1862 m)
- Pico das Torres (1847 m)
- Pico do Gato (1780 m)
- Pico do Cidrão
- Pico do Arieiro (1810 m)
- Poco da Neve (1712 m)
- Balcoes (1423 m)
- Poiso (1413 m)
- Paso de Poiso hágó (1400 m)
- João do Prado (1306 m)
- Cabo Gordo (1148 m)
- Lombo das Faias (642 m)
- Portela-hágó (620 m)

A Rocha Negra és a Pico da Encumeada között, a Boca da Encumeada nyeregben (1007 m) kel át vízválasztón a sziget déli partját az északival (Ribeira Brava falut Serra de Águán át São Vicentével) összekötő régi út. Az új út a hágó alatt, egy Serra de Água fölött induló és közvetlenül Ribeira Brava Achado Loural nevű része fölé érkező alagútban vágja át a hegyet.

### A vízválasztótól északra
- Fanal (1231 m)
- Pico do Quemato (1329 m)
- Pico da Lenha (1371 m)
- Pico dos Assobadores (1475 m)
- Pico Fernandes (1418 m)
- Pedreira (1241 m)
- Ruivo do Paul (1640 m)
- Achada do Sedro (1511 m)
- Canario (1592 m)

### Nyugatról kelet felé a vízválasztótól délre
- Lombo das Torres (1112 m)
- Pico Folhado (1293 m)
- Pico das Furnas (917 m)
- Pico da Cruz (1100 m)
- Achada da Pinta (1285 m)
- Chão dos Terreiros (1436 m)
- Cedro (1579 m)

### Partvonal

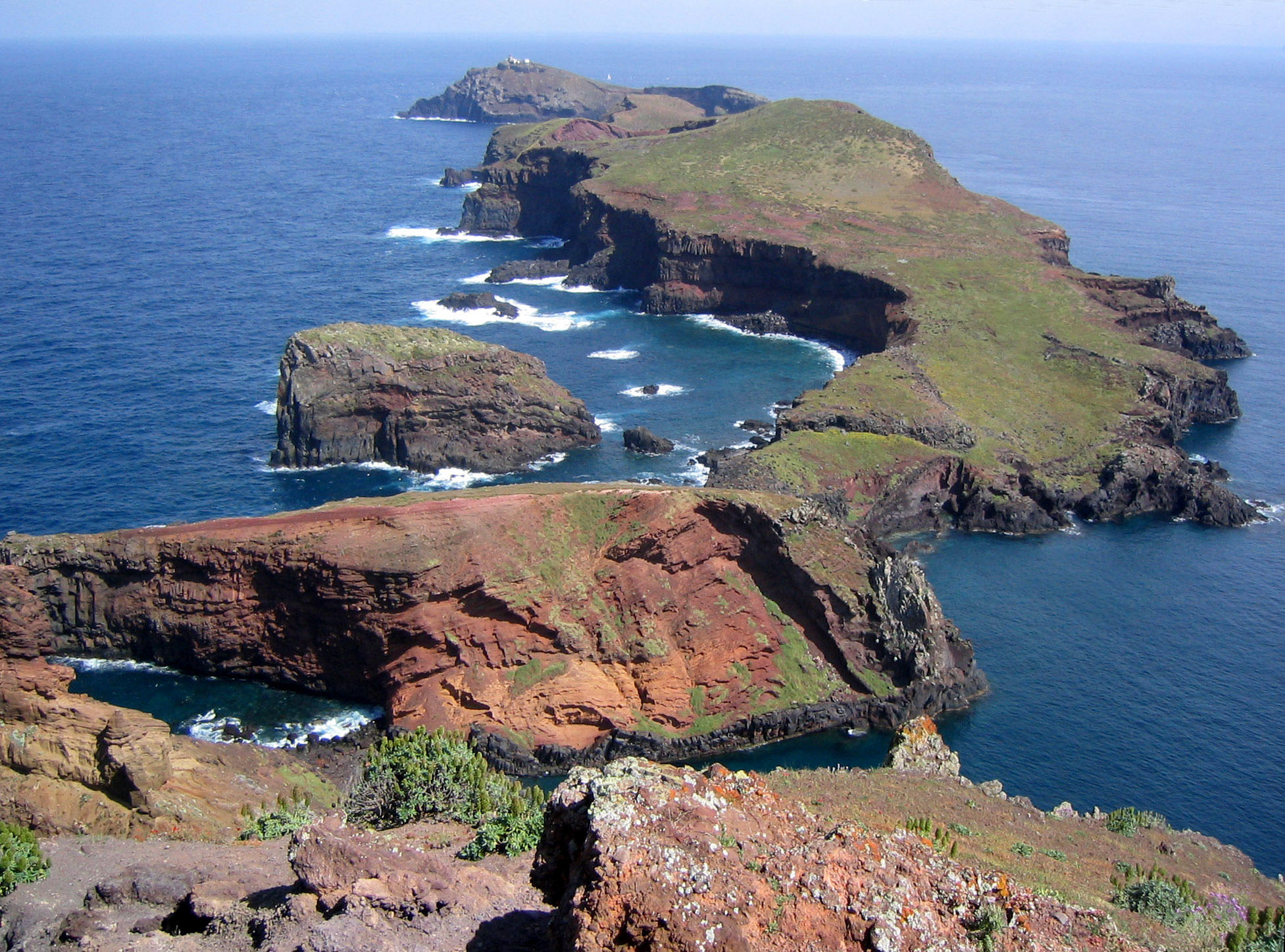
A Szent Lőrinc-félsziget

A domborzat magashegyi jellegének megfelelően a hegyi patakok többségének nemhogy terasza, de jóformán ártere sincs. A két komolyabb kivétel az Édeskömény-öböl partvidéke és a Machico-patak alsó folyása: ezen a két helyen alapították az első telepesek a sziget két fővárosát. Annak ellenére, hogy a sziget partja erősen tagolt, kevés a jó kikötőhely: a part közelében a gyakran félszigetként a vízbe nyúló nagyobb lávafolyások, kőzettelérek folytatásaiként szirtek emelkednek ki, zátonyok húzódnak meg. Ezek a szirtek gyakran csak néhány négyzetméteresek; sokuknak neve sincs. Különösen sok ilyen kőzettelér húzódik a Szent Lőrinc-félsziget északi partjának öbleiben.
Egyéb szirtek, szirtcsoportok az északi part mentén:
- Ilhéu Baixa de Terra és Baixa de Fora Porto da Cruz előtt;
- Ilhéu do Faial Faial előtt;
- Ilhéu da Viúva (Ilhéu da Rocha do Navio) Santana előtt;
- Ilhéu da Rocha das Vinhas São Jorge előtt;
- Ilhéu Preto és Ilhéu Vermelho Arco de São Jorge és Ponta Delgada között, a Ribeira do Porco torkolata előtt;
- Qoebradas Ponta Delgada Terceira Lombada városrésze előtt;
- Ilhéu das Ceroulas Seixaltól keletre, a Ponta do Poiso félszigettől nem messze;
- Ilhéus da Ribeira da Janela Ribeira da Janela előtt;
- Porto e Cais, Ilhéu Mole (meteorológiai megfigyelő állomással) és Penedia Porto Moniz előtt.

### Nagyobb patakok

#### Északon

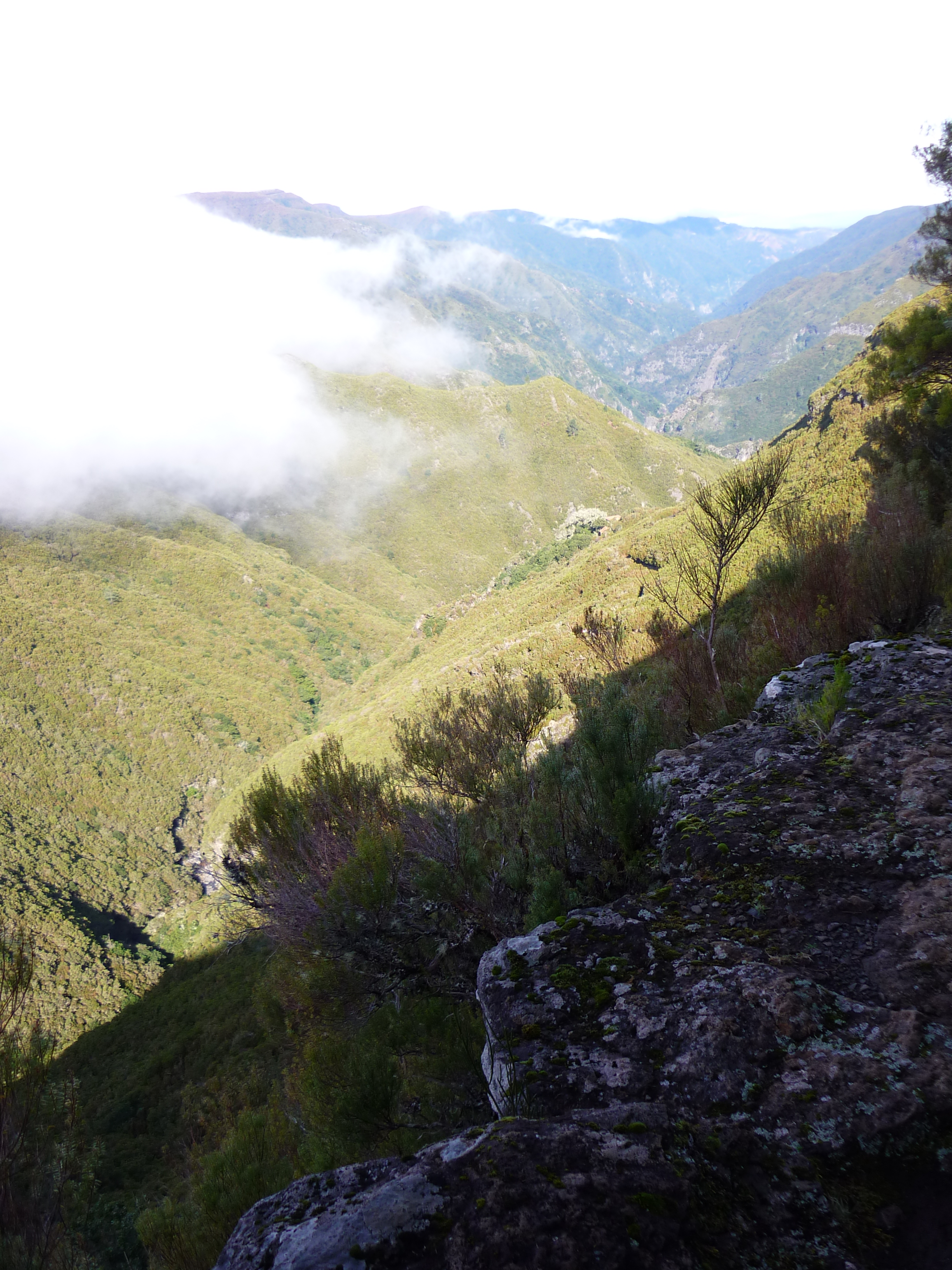
A Ribeira da Janela völgyének felső szakasza

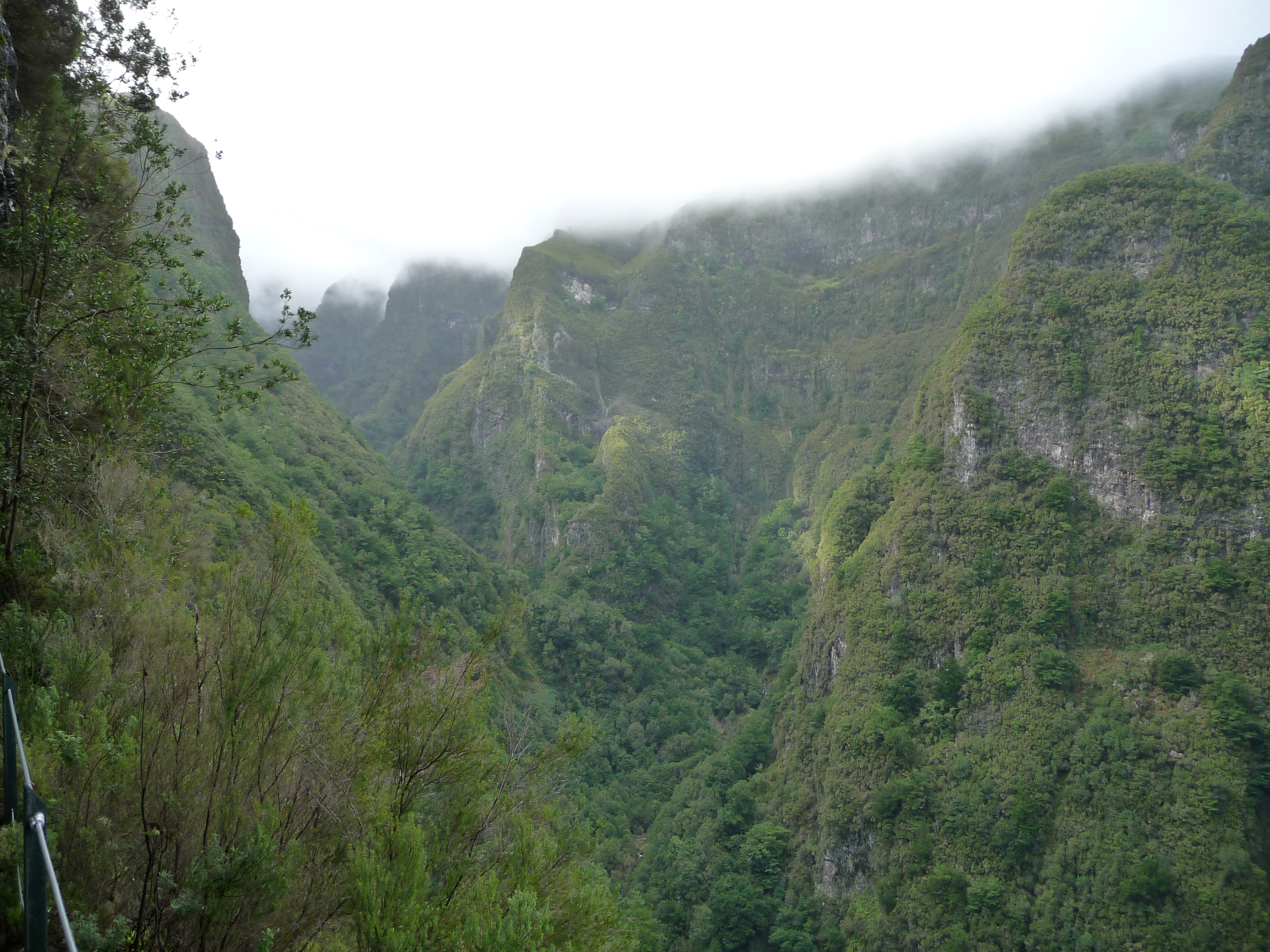
Madeirai babérlombú erdő a Ribeira da Fonte da Laura völgyében

- Ribeira da Janela a központi fennsíkról Ribeira da Janela faluba folyik.
- Ribeira da Seixal a Ruivo do Paul csúcstól nyugatra Seixal faluba folyik.
- Ribeira do Inferno a Ruivo do Paul csúcstól északra Seixal és São Vicente közé folyik.
- Ribeira de São Vicente a Boca da Encumeada hágó alól São Vicente faluba folyik.
- Ribeira Seca a Ribeira de São Vincente bal oldali mellékfolyója,
- Ribeira Grande a Ribeira de São Vicente jobb oldali mellékfolyója.
- Ribeira dos Morinhos Ponta Delgada és Boaventura falvak között folyik.
- Ribeira do Urzal a Pico das Torrinhas alól Boaventura faluba, ahol a Ribeira do Porcoba torkollik.
- Ribeira do Marques São Jorge és Santana falvak között folyik.
- Ribeira Grande de São Jorge a Ribeira do Marques bal oldali mellékfolyója.
- Ribeira da Fonte da Laura az előző jobb oldali mellékfolyója.
- Ribeira da Metade a Poiso csúcs alól Ribeiro Frio falun át Faialba.

#### Nyugaton
- Ribeira do Tristão,
- Ribeira da Cruz,
- Ribeira dos Marinheiros.

#### Délen
- Ribeira da Cova a Remal csúcs tövéből Paúl do Mar faluba folyik.
- Ribeira de São Bartolomeu a központi fennsík pereméről Calheta faluba folyik.
- Ribeira da Madalena a központi fennsík pereméről Madalenado Mar faluba folyik.
- Ribeira do Ponta do Sol a Fonte da Juncal csúcs tövéből Ponta do Sol faluba folyik.
- Ribeira de Tabua Tabua faluba folyik.
- Ribeira Brava a Boca da Encumeada hágó felől Ribeira Brava faluba folyik.
- Ribeira do Campanário a Chão dos Terreiros tövéből Campanário faluba folyik.
- Ribeira dos Socorridos Câmara de Lobos és São Martinho között folyik.
- Ribeira de São João a Cedro felől Funchalba folyik.
- Ribeira de Santa Lucia a Pico do Arieiro felől Funchalba folyik.
- Ribeira do Caniço a Poiso felől Caniço faluba folyik.
- Ribeira da Porto Novo a Poiso felől Porto Novo faluba folyik.
- Ribeira da Boaventura a Poiso felől Santa Cruz faluba folyik.
- Ribeira de Machico Machico faluba folyik.

### A levadák

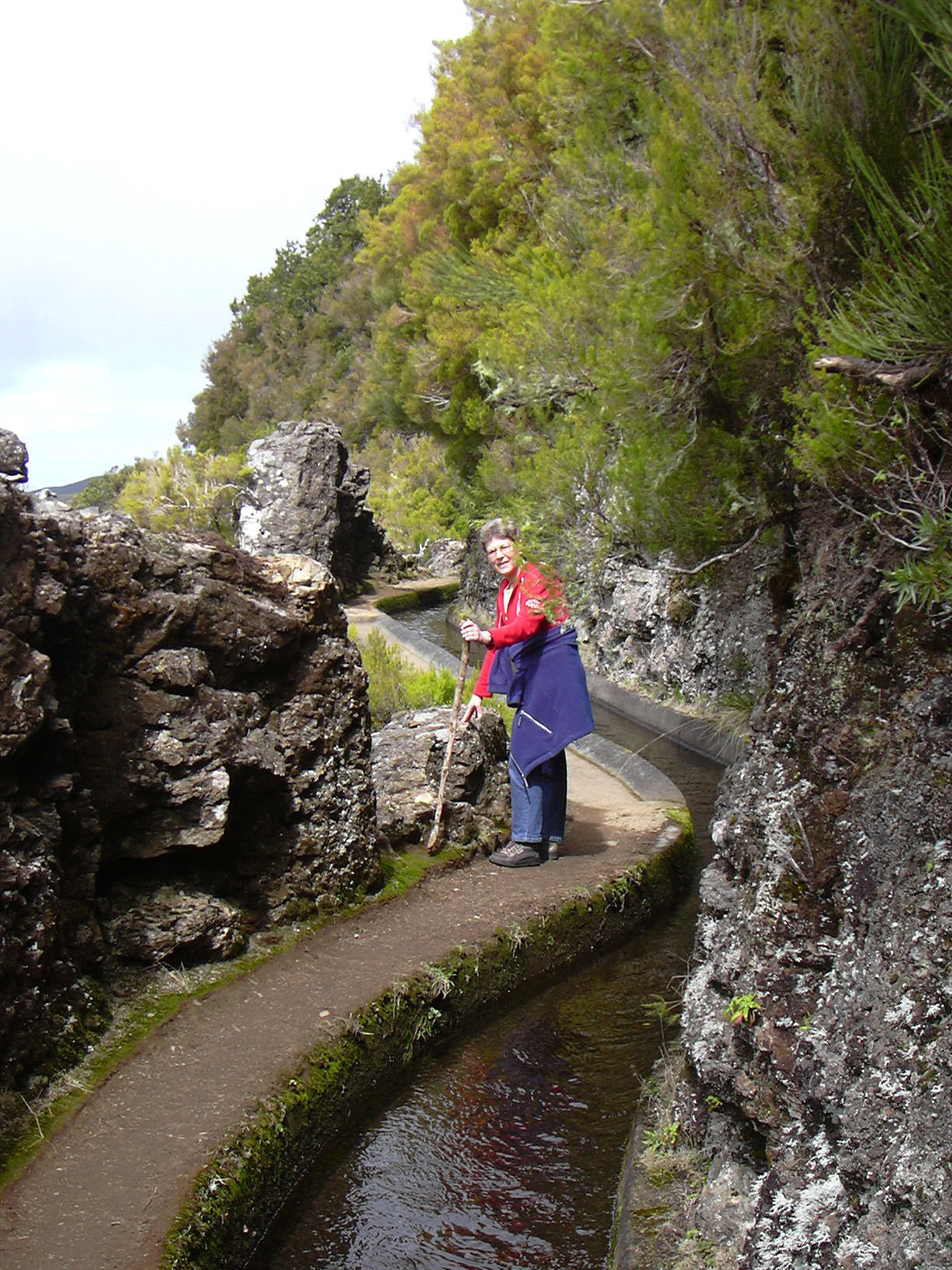
Egy levada

A levadáknak nevezett csatornák az északi oldal középső része kivételével több szintben futva behálózzák az egész szigetet. Eredetileg a cukornádültetvények vízellátására építették őket – mai fő szerepük a banánültetvények kiszolgálása.
Az összesen mintegy 1400 kilométernyi csatornából 85 kilométernyi megy alagútban – az alagutak között öt kilométernél hosszabb és alig tíz méteres egyaránt akad. Minden levadának külön neve van, és mindegyik mellett (vagy a vályú peremén) fut egy üzemi ösvény; ezek az ösvények káprázatos séta- és túralehetőségeket kínálnak.

## Éghajlat

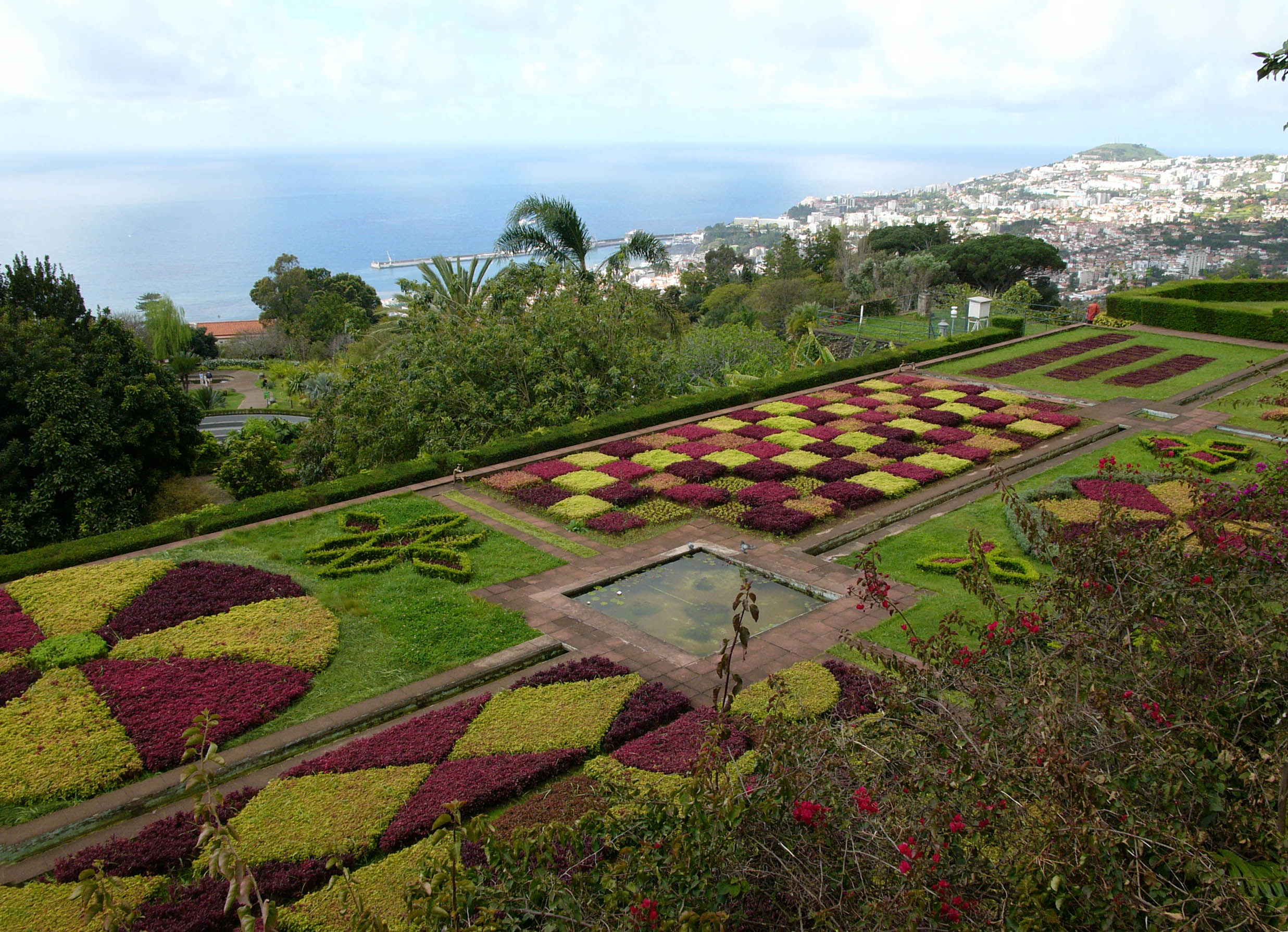
A funchali botanikus kert

Madeira éghajlata a jelentős magasságkülönbségek és a magasan húzódó vízválasztó miatt fölöttébb változatos: a tengerszint közelében mediterrán, kb. 1200 m fölött már hegyvidéki. A magassággal az éves és a napi hőingadozás is nő. A sziget északnyugati oldala lényegesen csapadékosabb és ennek megfelelően hűvösebb is, mint a délkeleti.
A legmelegebb hónap az augusztus; a hónap átlaghőmérséklete (a délkeleti oldalon):
- a délkeleti oldalon, a tengerszinten 23 °C,
- az északnyugati oldalon, 100–150 m között 21 °C,
- Paúl da Serra fennsíkján, 1560 m magasan 15 °C.

A leghűvösebb hónap a február; a hónap átlaghőmérséklete:
- a délkeleti oldalon, a tengerszinten 16 °C,
- az északnyugati oldalon, 100–150 m között 15 °C,
- Paúl da Serra fennsíkján, 1560 m magasan 6 °C.

A legszárazabb hónap a július. A júliusi csapadék átlagos mennyisége:
- a délkeleti oldalon, a tengerszinten 42 mm,
- az északnyugati oldalon, 100–150 m között 16 mm,
- Paúl da Serra fennsíkján, 1560 m magasan 25 mm.

A legesősebb hónap a január; az átlagos csapadékmennyiség:
- a délkeleti oldalon, a tengerszinten 106 mm,
- az északnyugati oldalon, 100–150 m között 160 mm,
- Paúl da Serra fennsíkján, 1560 m magasan 450 mm,

Az éves csapadékmennyiség:
- a délkeleti oldalon, a tengerszinten 650 mm,
- az északnyugati oldalon, 100–150 m között 1140 mm,
- Paúl da Serra fennsíkján, 1560 m magasan 2970 mm,

A Golf-áramlatnak köszönhetően az óceán hőmérséklete nyáron 22 °C, télen 16 °C, és nagyjából ilyen meleg a levegő átlaghőmérséklete is.
| Hónap                                   | Jan. | Feb. | Már. | Ápr. | Máj. | Jún. | Júl. | Aug. | Szep. | Okt. | Nov. | Dec. | Év   |
| --------------------------------------- | ---- | ---- | ---- | ---- | ---- | ---- | ---- | ---- | ----- | ---- | ---- | ---- | ---- |
| Rekord max. hőmérséklet (°C)            | 25,5 | 27,0 | 30,5 | 32,6 | 34,2 | 34,7 | 37,7 | 38,5 | 38,4  | 34,1 | 29,5 | 25,9 | 38,5 |
| Átlagos max. hőmérséklet (°C)           | 19,7 | 19,7 | 20,4 | 20,6 | 21,6 | 23,4 | 25,1 | 26,4 | 26,4  | 24,9 | 22,6 | 20,7 | 22,6 |
| Átlagos min. hőmérséklet (°C)           | 13,7 | 13,4 | 13,9 | 14,4 | 15,6 | 17,7 | 19,2 | 20,0 | 20,0  | 18,6 | 16,6 | 15,0 | 16,5 |
| Rekord min. hőmérséklet (°C)            | 8,2  | 7,4  | 8,1  | 9,8  | 9,7  | 13,2 | 14,6 | 16,4 | 16,6  | 13,4 | 9,8  | 9,4  | 7,4  |
| Átl. csapadékmennyiség (mm)             | 74   | 83   | 60   | 44   | 29   | 7    | 2    | 2    | 33    | 90   | 89   | 115  | 627  |
| Havi napsütéses órák száma              | 141  | 150  | 181  | 182  | 202  | 162  | 228  | 240  | 200   | 184  | 155  | 140  | 2165 |
| Forrás: Instituto de Meteorologia, NOAA |      |      |      |      |      |      |      |      |       |      |      |      |      |

## Növényzet

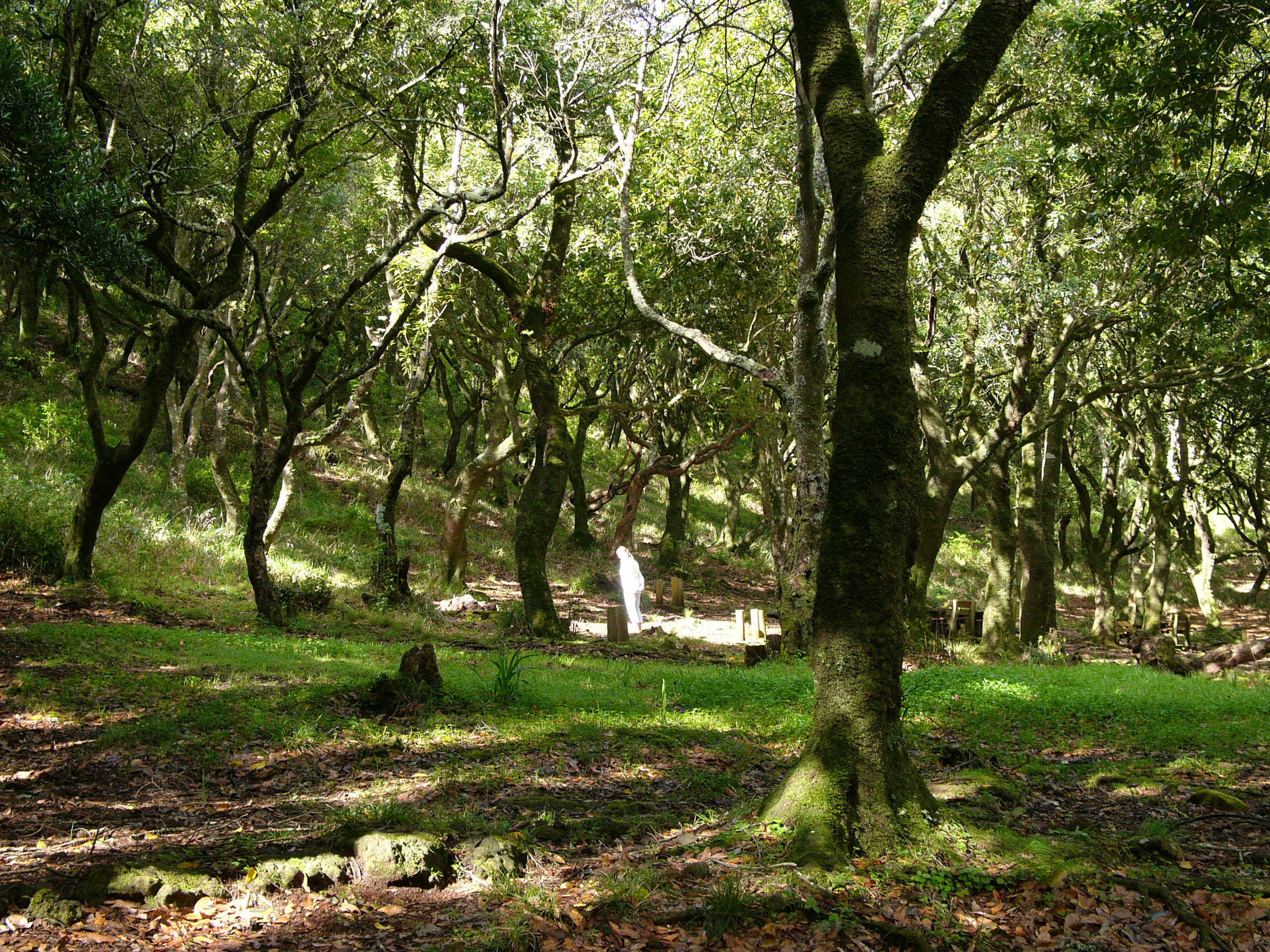
Babérlombú erdő, a világörökség része

A déli oldalon az egykor az egész szigetet beborító babérlombú erdőkből csak egy kis szeletke maradt meg. Ebben a névadó babér mellett számos más, igen ritka, illetve endemikus növényfaj képviselőit találhatjuk meg. A főleg az északi lejtőkön még növő babérerdők körül szervezték meg 1982-ben a Madeira Természetvédelmi Parkot, és ezt az UNESCO felvette a világörökség listájára.
A természettől elhódított hegyoldalakra alapvetően haszonnövényeket ültettek: a cukornádat Tengerész Henrik parancsára Szicíliából, a szőlőt pedig Krétáról telepítették be. Később a cukornád mellett, majd a délamerikai konkurencia megerősödése után ahelyett a banán vált a sziget fő terményévé. Jelenleg a déli oldalon a 0–250 m intervallumban a banán, 250–600 m között a szőlő a fő termesztett növény, de ezek mellett számos más gyümölcsöt, sokféle zöldséget és többféle fát is termesztenek.
Az ültetvények közötti részeken öt kontinens több száz növényfaja eresztett gyökeret. Ezek között voltak, amiket haszonnövénynek hoztak be, voltak, amik kertekből vadultak el, és voltak, amik csak úgy véletlenül települtek be.
Kb. 1200 m magasság fölött az uralkodó növény a hanga, aminek bokrai között nő a citromsárga virágú Madeira-ibolya és a fehér virágú kőtörőfű (Saxifraga sp.).

## Állatvilág

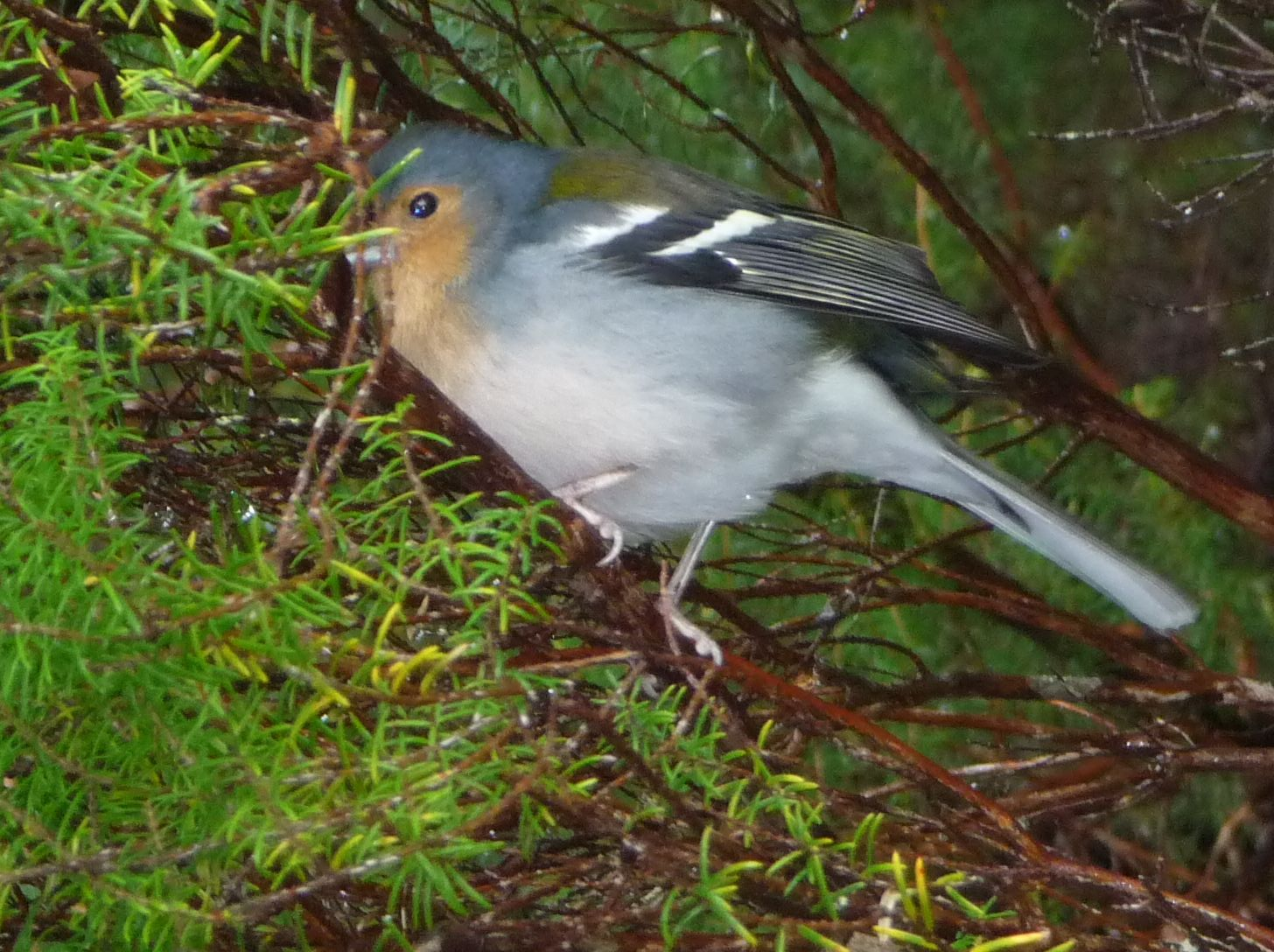
Madeira-pinty hím cserjés hangán (Erica arborea)

A sziget állatvilága kimondottan szegényes. Mintegy kétszázféle madárfaj él, fordul meg, illetve vonul át ugyan a szigeten, endemikus azonban alig akad:
- a madeirai tüzesfejű királyka (Regulus madeirensis) egyes rendszertanokban csak a tüzesfejű királyka egyik alfaja (Regulus ignicapillus madeirensis);
- a madeirai babérgalamb (Columba trocaz);
- a madeirai viharmadár (Pterodroma madeira);
- a Madeira-pinty (madeirai erdei pinty, Fringilla coelebs madeirensis, az erdei pinty alfaja).

Bővebben: Madeira madarai
Az emlősök közül érthető okokból csak néhány denevérfajt tekinthetünk bennszülöttnek; a haszon- és házillatokat a telepesek hozták be. A gerincesek közül a fentieken kívül csak néhány gyíkfaj említhető. A szárazföldi puhatestű fauna viszont rendkívül gazdag: a szigetről már több mint kétszáz bennszülött házas- és meztelencsiga fajt írtak le; némelyik csigaház alakja és mintázata egészen sajátos.
Bennszülött rovarfaj is sok van – de szúnyog például nincs közöttük. A portugál posta 1997-ben kiadott, Madeira lepkéi bélyegsorozatán az alábbi endemizmusok (fajok, illetve alfajok) szerepelnek:
- Eumichtis albostigmata (bagolylepke)
- Menophra maderae (araszoló)
- Vanessa indica vulcanica (tarkalepke)
- Pieris brassicae wollastoni (káposztalepke)

A Golf-áramlatnak köszönhetően sziget körül a tengerben meglehetősen sok a hal – nem véletlenül az espada (fekete kardhal) a helybéli gasztronómia büszkesége.
Az Európai Közösségben természetvédelmi szempontból jelentős állatfajok listáján szereplő bennszülött fajok:
- madeirai diszkoszcsiga (Discos guerinianus),
- madeirai bordáscsiga (Idiomela subplicata),
- madeirai viharmadár (Pterodroma madeira);
- madeirai viharfecske (Oceanodroma castro);
- madeirai babérgalamb (Columba trocaz);
- madeirai királyka (Regulus madeirensis),
- madeirai törpedenevér (Pipistrellus maderensis).

## Történelem

### A portugál hódítás előtt
A szigetet Lila sziget néven a rómaiak is ismerték. Diodórosz szerint a szigetet a szardíniai tirrének (a nurági-civilizáció) már megpróbálták gyarmatosítani, de a karthagóiak (punok) megakadályozták őket ebben. Régészeti feltárások vikingekre utaló nyomokat találtak, akik 900 és 1030 között járhattak a szigeten (velük jelentek meg az egerek is Madeirán). Abu Abdalláh al-Idríszi említést tesz egy szigetről, amit őt Mugharrarin-nak nevez és ahol juhok élnek (bár leírása szerint a húsuk ehetetlen). Egyes vélemények szerint al-Idríszi Madeirát említi Mugharrarin alatt, így viszont a juhok jelenléte korábbi emberi megtelepedésre engedne következtetni. Más vélemények szerint viszont a Kanári-szigetekhez tartozó Hierro szigetről tudósíthatott, mely sziget ténylegesen is lakott volt a guancsok által.
További kutatások nem találtak semmilyen nyomot, hogy a szigetnek lehetett volna állandó lakossága akár már az ókorban.
Egy romantikus történet szerint két szerelmes, Robert Machim és Anna d'Arfet 1346-ban Angliából Franciaországba akart szökni, de egy erős vihar eltérítette hajójukat, és Madeira partjaira vetődtek, valószínűleg a később tiszteletükre Machico-nak keresztelt város helyén. Egy 1351-es térkép alapján valószínű, hogy genovai kézben lévő portugál hajók már jóval előttük elérték; ezen a térképen Isola di Legname (Fasziget) néven szerepel.

### A portugál uralom alatt
A szigetet Tengerész Henrik második, a híresztelések ellenőrzésére indított expedíciója érte el 1420-ban; a Madeira nevet is tőlük kapta. A felfedező lovagok, João Gonçalves Zarco és Tristão Vaz Teixeira 1425-ben kezdték el a sziget betelepítését. A földek megművelésére Észak-Afrikából és a Kanári-szigetekről hoztak be rabszolgákat, az anyaországban pedig parasztokat toboroztak. A benépesítésnek ez a módja különösen sikeresnek bizonyult; főleg Észak-Portugáliából érkeztek sokan; és hamarosan a colonia névre keresztelt feles bérlet vált a földhasználat uralkodó módjává: a bérlők (colonosok) a hozam felét adták le bérleti díjként a földbirtokosnak. Az alacsony hozamok miatt a colonia a bérlőknek többnyire nyomort, a nagybirtokosoknak jólétet hozott.
1497-ben Funchalt tették a sziget fővárosává; ez azóta is így van. 1500 körül a szigeten több itáliai cukorkereskedő is letelepedett.
A 16–18. században a sziget lakosai sokat szenvedtek az angol és francia kalózok ismétlődő támadásai miatt. A legemlékezetesebb ilyen alkalom 1566-ban volt, amikor egy Montluc nevű kalandor csapatai szálltak partra egy Funchaltól nyugatra eső öbölben, majd a szárazföldön szinte ellenállás nélkül lerohanták a fővárost. Két hétig raboltak, fosztogattak – csak a székesegyház kincseit nem találták, mert azokat jó előérzettel a néhány nappal korábban eltemetett templomi kincstárnok sírjába rejtették.
A madeiraiak tanultak az esetből: Funchalt erődrendszerrel és városfallal vették körül. A városfalat csak a 19. században bontották el, amikor a kalózok támadásától már végképp nem kellett tartani, az erődök ma turistacsalogató látványosságok.
A spanyol iga (1580–1640) lerázása után Portugália olyan szerződéseket kötött a függetlenedését segítő Angliával, amelyekben lehetővé tette, hogy angol üzletemberek előnyös feltételek mellett letelepedhessenek és gazdálkodhassanak a szigeten. Hamarosan angol családok kezébe került a bortermelés zöme; ők találták fel Madeirának nevezett likőrbort is.
1807–1814 között a napóleoni háborúk részeként angolok szállták meg a szigetet; a háború után több katonájuk is itt telepedett le.
A híres bornak és egész évben egyenletesen meleg éghajlatnak köszönhetően Madeira kedvelt pihenőhellyé vált. Az angol, illetve skót betelepülők ösztönözték és tették híressé az itteni kosárfonó ipart és hímzést, alapozták meg Madeira idegenforgalmát is.
1931-ben a helybéli nagybirtokosok megkapták a lisztbehozatal monopóliumát, amire válaszul éhséglázadás tört ki a szigeten. A felkelést a portugál hadsereg leverte.
A turistaforgalom a Salazar-diktatúra bukása (1974) után lendült fel. A szegfűk forradalma a mezőgazdaság jellegét is átalakította: a colonosok megvásárolhatták az általuk művelt földet. A parcellák felaprózódása miatt ezek a földek többnyire továbbra sem elégségesek egy-egy család eltartására: az egytized–egyharmad hektáros törpebirtokok többségét csak kiegészítő foglalkozásként művelik. A sziget az önállóság-párti lakói 1975-ben népszavazást kezdeményeztek a függetlenségről, de  nem kaptak többséget. A FLAMA nevű paramilitarista csoport számos terrortámadást hajtott végre. Lisszabon autonómia biztosításával kárpótolta Madeirát.
1986-ban Portugália belépett az Európai Unióba, és az unió 1986 óta jelentős összegekkel támogatja a sziget infrastruktúrájának fejlesztését. Uniós pénzből építették a szigetet megkerülő autópályát, így hosszabbították meg (2000-ben) a repülőtér kifutópályáját.

## Közigazgatási beosztás
| Calheta Câmara de Lobos Funchal Machico Ponta do Sol Porto Moniz | Porto Santo Ribeira Brava Santa Cruz Santana São Vicente |

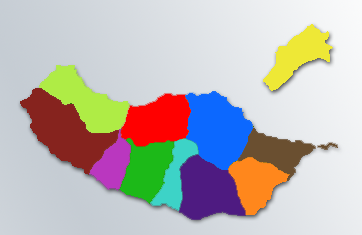
A Madeira-szigetek járásai

A szigetet tíz járásra (municípios) osztják (a sziget északnyugati sarkában kezdve, az óramutató járásával egyező irányban):
- Porto Moniz járás, székhelye Porto Moniz, összesen 2762 lakossal (2006-ban);
  - Seixal,
  - Ribeira da Janela,
  - Achadas da Cruz.
- São Vicente járás, székhelye São Vicente, összesen 6063 lakossal (2006-ban)
  - Boaventura;
  - Ponta Delgada;
- Santana járás, székhelye Santana, összesen 8491 lakossal (2006-ban);
  - Arco de São Jorge;
  - Faial,
  - São Roque do Faial,
  - Ribeiro Frio,
  - São Jorge,
  - Queimadas,
  - Ilha.
- Machico járás, székhelye Machico, összesen 21 321 lakossal (2006-ban);
  - Caniçal;
  - Porto da Cruz;
  - Santo António da Serra.
- Santa Cruz járás, székhelye Santa Cruz, összesen 32 696 lakossal (2006-ban);
  - Caniço,
  - Camacha,
  - Gaula,
  - Garajau,
  - João Ferino.
- Funchal járás, székhelye Funchal, összesen 100 847 lakossal (2006-ban) – közigazgatásilag a fővároshoz tartoznak a lakatlan Selvagens-szigetek is;
  - Monte,
  - Santo Antonio,
  - São Roque,
  - São Gonçalo
- Câmara de Lobos járás, székhelye Câmara de Lobos, összesen 35 150 lakossal (2006-ban);
  - Quinta Grande
  - Estrieto
  - Corticeiras
  - Curral das Freiras
- Ribeira Brava járás, székhelye Ribeira Brava, összesen 12 523 lakossal (2006-ban),
  - Campanário,
  - Serra de Água
  - Közigazgatásilag ehhez a járáshoz tartoznak a lakatlan Kopár-szigetek is;
- Ponta do Sol járás, székhelye Ponta do Sol, összesen 8189 lakossal (2006-ban);
  - Canhas
  - Madalena do Mar
  - Tábua
- Calheta járás, székhelye Calheta, összesen 11 856 lakossal (2006-ban);
  - Arco da Calheta
  - Estreito da Calheta
  - Jardim do Mar
  - Paúl do Mar
  - Fajã da Ovelha
  - Ponta do Pargo
  - Prazeres

A Madeira-szigetek tizenegyedik járása a kisebbik lakott sziget, Porto Santo.

## Demográfia

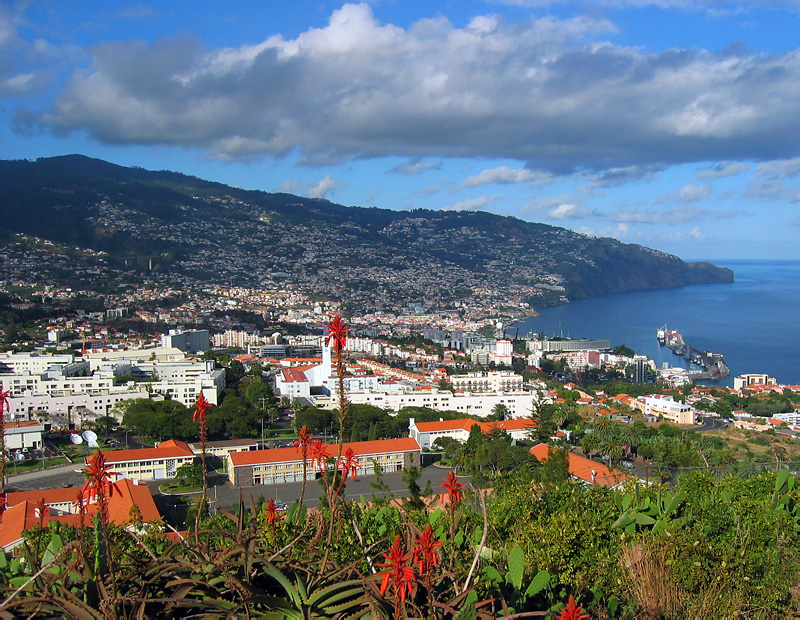
Funchal a Pico da Cruz dombról (261 m)

### Népességváltozás
A 2001-es népszámláláskor (ez volt a tizennegyedik népszámlálás a szigeten) a szigetnek mintegy 238 202 lakosa volt; az átlagos népsűrűség 323 fő/km². Az ezt megelőző, húszéves időszakban Madeira lakossága enyhén csökkent:
- 1981 – 248 468 lakos;
- 1991 – 248 339 lakos.

| 2017 | 254 368 |

### Településföldrajz
A lakosság területi eloszlása igen egyenetlen: 93%-uk a déli partvidéken és a csatlakozó hegylábakon él. Itt, a déli parton épült Funchal, a sziget fővárosa és egyúttal az autonóm régió központja. A fővárosban él az összlakosság mintegy 43%-a (2001-ben 102 521 fő). További városok: Ribeira Brava, Machico, Câmara de Lobos, Santa Cruz, Punta do Sol és Porto Moniz.

### Bevándorlás
A lakosok nagy többsége portugál, a sziget gazdasági életében azonban jelentős szerepet játszanak a 18–19. században betelepült, főleg angol borkereskedő családok.
2017-ben a külföldiek közül a szigeten a venezuelai (14,4%), a brit (14,2%), a brazil (12,1%) és a német (7,0%) nemzetiségűek voltak a legnagyobbak.

### Vallás
A portugálok gyakorlatilag valamennyien római katolikusok; a 2010-es években a lakosság kb. 96%-a katolikus.
A miséken rendszeresen főleg az idősebb vidéki nők vesznek részt, a főbb családi ünnepek és szertartások (esküvő, keresztelő, első áldozás stb.) azonban a városokban is egyértelműen egyházi jellegűek.

## Gazdaság

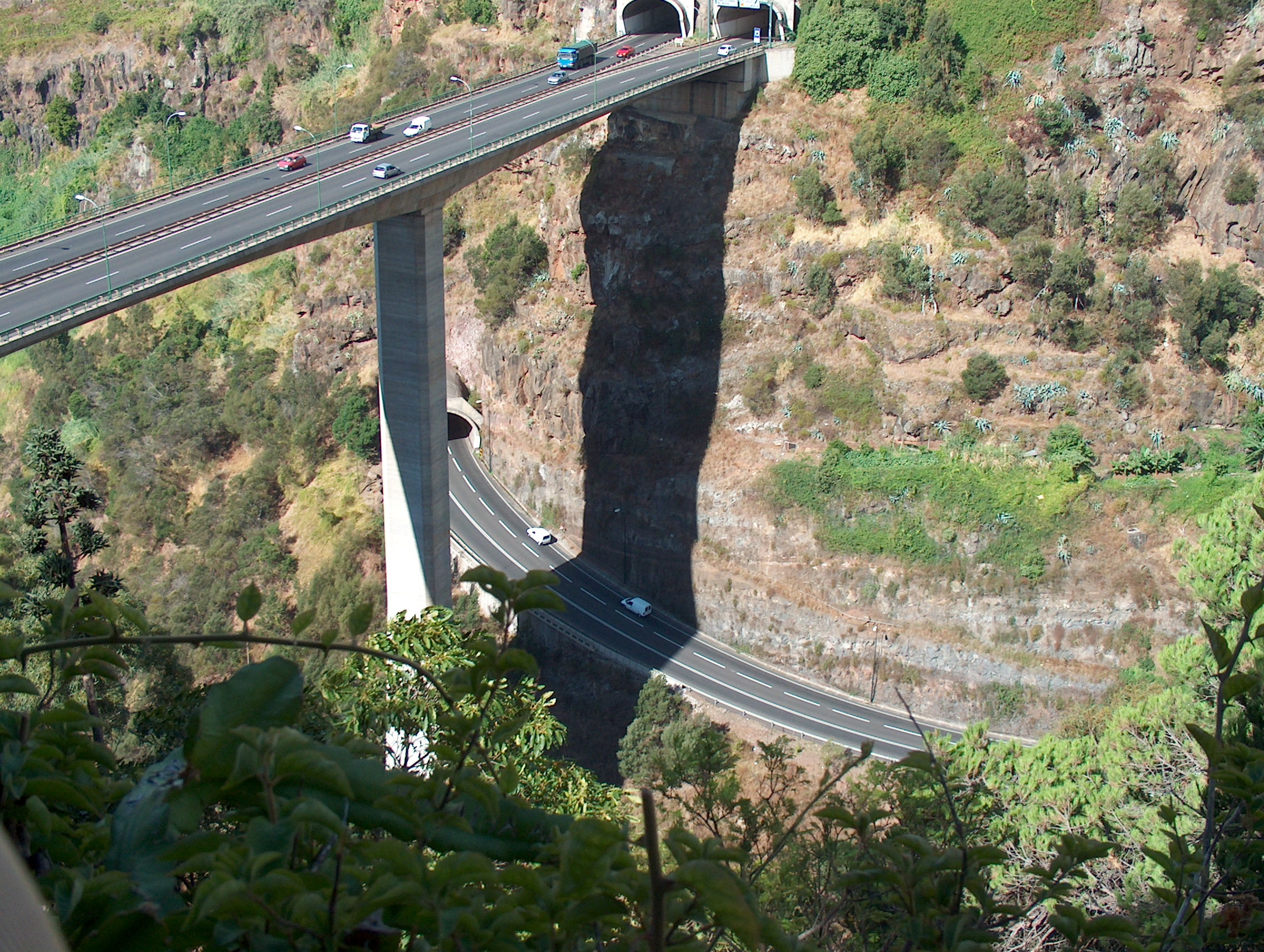
Hegyi utak

A sziget fő gazdasági ága a kedvező éghajlatot és a természeti szépségeket kihasználó idegenforgalom. Az első luxusszállodát William Reid skót üzletember építette – a szigetet azonban a második világháború óta főképp a középosztálybeli nyugdíjasok keresik fel, így az idelátogatók többsége az olcsóbb szálláshelyeket keresi.

### Mezőgazdaság
Múlt
A sziget felfedezése után a portugálok elkezdték kitermelni a sziget nevét adó erdőket. A kezdeti időkben a „felszabadított” földterületen főleg gabonát termesztettek: a 15. század közepén a búzatermés elérte az évi 3000 m³-t; ennek javát az anyaországba, illetve az Afrika nyugati partvidékén kiépített kereskedelmi állomásokra exportálták.
A szőlő és a cukornád betelepítését még Tengerész Henrik rendelte el, és a 15. század második felére a cukornádtermesztés vált a gazdaság vezető ágazatává. Ezt jelentősen elősegítette, hogy Diogo Teives feltalálta a vízzel hajtott cukormalmot, ami megkönnyítette a nád feldolgozását. Ennek hatására az éves termelés 1506-ban túllépte a 3500 tonnát. A cukortermelés sikere gazdagságot hozott; ebben az időben emelték a sziget meghatározó, Mánuel stílusú műemlék épületeit. A 17. század legelején azonban a cukortermelés válságba került. Ennek fő oka a Brazíliában kedvezőbb termőhelyeken, olcsó rabszolgamunkával termelt cukor volt, de közrejátszott a termőföldek kimerülése, az ország politikai önállóságának elvesztése (a spanyol–portugál perszonálunió) és a cukornád különféle kártevőinek támadása is. A század közepére már Madeirára is Brazíliából importálták a cukrot. A súlyos gazdasági válságban a sziget csak az Ó- és Újvilág közötti stratégiai helyzetének, közlekedési csomópont szerepének köszönhetően őrzött meg valamicskét korábbi jelentőségéből.
Az új fellendülés Portugália függetlenné válásának köszönhető, méghozzá meglepő módon éppen az, hogy a még meglehetősen gyenge új országra Anglia meglehetősen egyoldalú kereskedelmi szerződéseket kényszerített. Ennek eredményeként telepedett meg a szigeten több angol, illetve skót család, és a hagyományos portugál módszerektől alapvetően eltérő szőlőművelő és bortermelő eljárásokat honosítottak meg. A madeira bor a 17. század második felében világhírűvé tette a szigetet. Az 1700-as években, a gazdaság „szőlőkert ciklusnak” nevezett második virágkorában a bortermelés elérte az évi 45 ezer hordót (az export az évi 30 ezer hordót). Ugyancsak a betelepülő britek futtatták fel a szigeten a kosárfonás népi iparágát, fejlesztették ki a máig világhírű madeira hímzést.
A következő gazdasági válság a 18/19. század fordulóján köszöntött be, amikor (részben a sziget ültetvényeit megtámadó kártevők miatt) a brit szigeteken a madeira bor kiment a divatból; az angol előkelők a portói és jerezi borok fogyasztására tértek át.
Jelen
A fizetőképes turisták megjelenése előtt a lakosság legnagyobb része mezőgazdaságból, kisebb hányada halászatból élt. A legfontosabb haszonnövény a déli parton 250 m tengerszint feletti magasságig a banán; efölött 600 m-ig a szőlő (a híres madeira bor alapanyaga) – az északi parton a banános sáv kimarad; ott már a partvidéken is a szőlő a legfontosabb. A cukornád termesztése a dél-amerikai konkurencia megjelenéséig volt jelentős. Mivel a banán és a cukornád is igen vízigényes, a szigeten több ezer kilométernyi öntöző csatornában gyűjtik össze és terítik szét a mélyen bevágódó völgyek vizét.

#### Cukornád, cukor
A cukornád volt az első olyan kultúrnövény, amit Tengerész Henrik utasítására a szigeten meghonosítottak. Az első ültetvényt 1425-ben telepítették, a sziget első cukormalmát 1450-ben helyezték üzembe Funchalban. A 14/15. század fordulóján már évente mintegy 1500 tonna cukrot exportáltak. A cukor szállítására különleges ládákat készítettek egyes, a szigeten termő fafélékből:
- büdös babér (onnan kapta a nevét, hogy frissen vágva kellemetlen szagot áraszt);
- „madeirai mahagóni”.

A cukorbárók a nyereség egy részét műalkotásokba fektették, ezért máig Madeirán találjuk a 15–16. század flamand festészetének számos kiemelkedő alkotását. A cukortermelés a dél-amerikai ültetvények felfutásának mértékében csökkent: átmenetileg segített, hogy a Brazíliából behozott, olcsó cukrot átcsomagolták, és madeiraiként reexportálták, de 1530-ban a teljes iparág összeomlott a dömpingáron exportált brazil és közép-amerikai cukor behozatala miatt. Amikor a Flandriából érkezett cukorkereskedők elhagyták a szigetet, egy nagy kivándorló hullámban követték őket az ültetvényeken és a feldolgozó iparban foglalkoztatottak is.
A cukortermelés második nagy időszaka a 19. században, a bortermelés összeomlása után kezdődött. A cukornádból nemcsak cukrot állítottak elő, hanem a rumhoz hasonló, aguardente de caña (cukornádpárlat) nevű helyi párlatfajtát is. Mivel az alapvetően trópusi éghajlatot kedvelő cukornád számára a sziget éghajlata nem elég meleg és nem elég nedves, a termelés a 20. században ismét visszaesett; mára jóformán csak helyi jelentőségű. Az autóból kitekintve számos völgyben láthatunk kivadult cukornáddal benőtt foltokat – ezek mellett a sziget gazdaságának egykori húzó ágazatára jóformán nem emlékeztet más, csak a főváros címere, aminek zöld mezejében négy szőlőfürt között és öt cukorsüveg áll.

#### Szőlő, bor
Mivel nemcsak a cukornádat, hanem a szőlőt is Tengerész Henrik telepíttette be a 15. század első felében (az első tőkéket 1445-ben ültették), a bortermelés Madeirán több mint félezer éves múltra tekinthet vissza. Ennek ellenére jelentőssé csak a 17. században vált, miután angol telepesek megújították a szőlő termesztésében és a borászatban használt módszereket. A világhírt a madeirai likőrbor kialakulása hozta meg a szigetnek. A bortermelés és -kereskedelem virágkora a 18–19. században volt, de a külső tényezők mindig erősen befolyásolták.
A hagyományos, dél-európai eredetű tőkéket a 19. században szinte kiirtotta az Amerikából behurcolt peronoszpóra (1852) és filoxéra (1872). Ezek a csapások a cukortermelés összeomlását követőhöz hasonló kivándorlást indítottak el. A szőlőtermeléshez ragaszkodó gazdák a filoxérától védett amerikai szőlőfajtákkal telepítették újra ültetvényeiket, az ezekből készített bor azonban erős mellékíze miatt meg sem közelíti a korábbi minőséget. Újabban újra minőségi fajtákat telepítenek, hogy ismét felvehessék a versenyt a portóival és a sherryvel. A továbbra is nagy területen termesztett amerikai szőlők könnyű, gyümölcsös ízű borait, amiket a helybéliek továbbra is kedvelnek, főleg kocsmákban, kimérve árusítják.
A minőségi bort termelő gazdaságokat továbbra is szinte egytől egyig Angliából bevándorolt családok üzemeltetik. A hagyományos portugál módi szerint termesztett tőkék alig néhány deciméter magasak, hogy jobban hasznosítsák a talajból kisugárzó hőt. Mivel az ilyen fürtökből sajtolt és rusztikus kőmedencékben tárolt bor földízű és savanyú, a műanyag kannákból töltött bort cukrozzák és limonádéval keverik. A borok többségét importálják, és a tréfásan szeptemberi kávénak (café do setembro) nevezett, egy évesnél ritkán idősebb helyi borokat többnyire csak az ünnepeken veszik elő.

#### Banán
A 20. században a banán vált a sziget fő termesztett növényévé. Mivel a banán rendkívül vízigényes (1 kg gyümölcs termeléséhez nagyjából 1000 l víz kell), erőteljesen továbbfejlesztették a levadák hálózatát. A bérköltségek (a banántermesztés meglehetősen élőmunka igényes) miatt azonban a termelés apránként gazdaságtalanná vált, a termőterület az 1990-es évek eleje óta csökken. A portugál kormány az uniós csatlakozásig védővámokkal lassította ezt a folyamatot.

#### Egyéb gyümölcsök

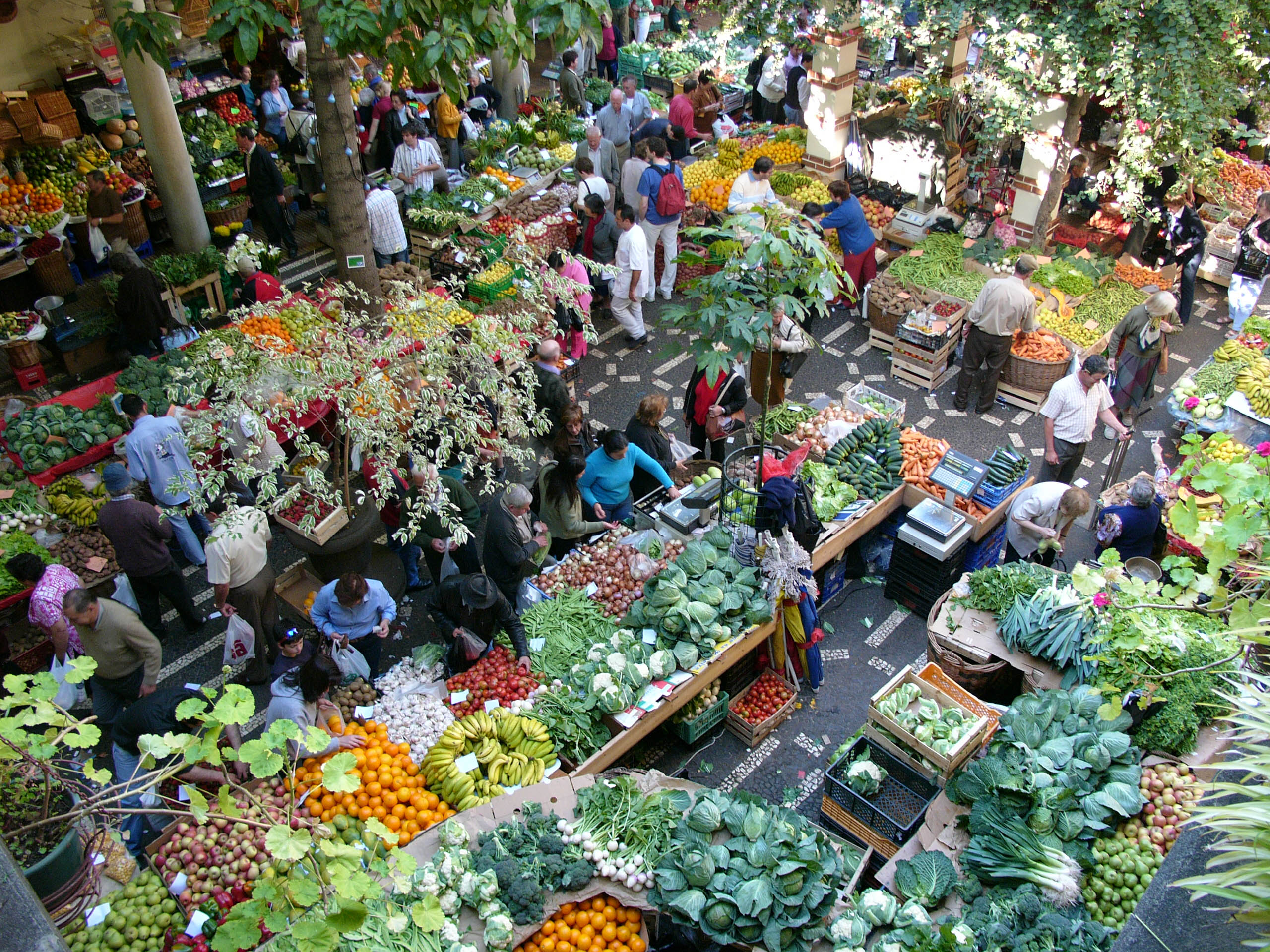
Funchal piaca

A hosszú mezőgazdasági hagyományok, a különböző étkezési kultúrájú betelepülők és a sziget egyedi éghajlati viszonyai Madeirát a gyümölcskertészek paradicsomává tették: a szigeten a trópusokra, a szubtrópusokra és a mérsékelt égövre jellemző gyümölcsök egyaránt megteremnek. A legjellemzőbb, legnagyobb területen termesztett fajták:
- ananász,
- sárgabarack,
- banán,
- cseresznye,
- mangó,
- dinnye,
- narancs,
- papaja,
- szilva,
- guava,
- füge,
- naspolya (és annak nespera fajtája),
- pitanga, (a mirtuszcserje termése)
- rózsaalma (aração),
- cherimoya,
- tomatillo,
- maracuja.
- passiógyümölcs

### Halászat

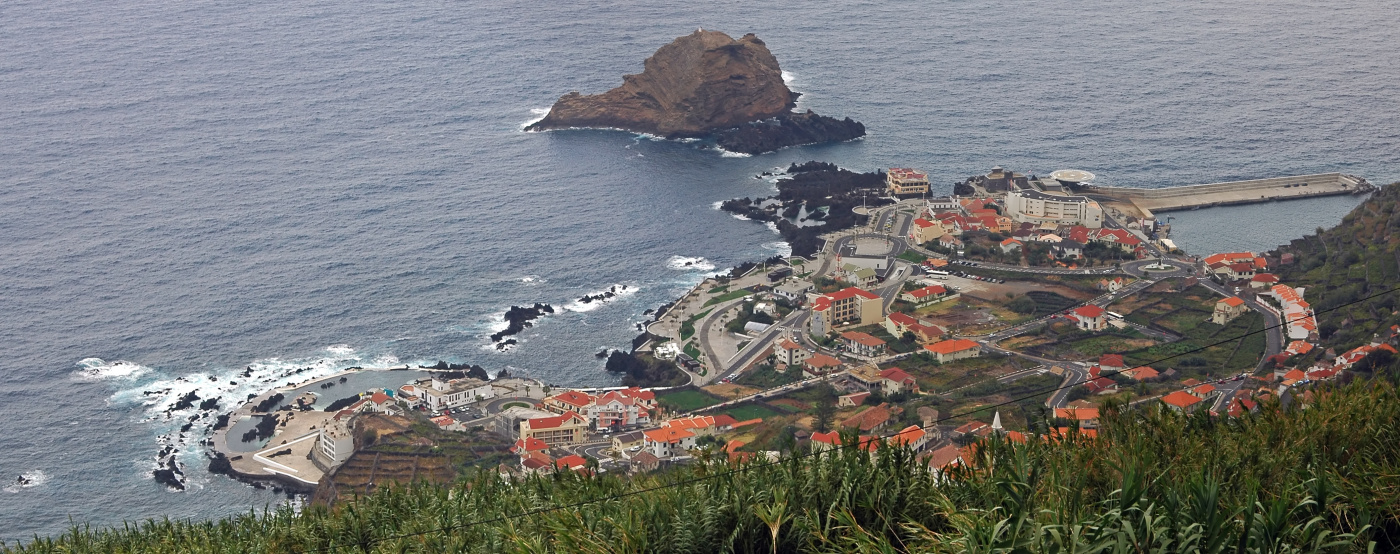
Porto de Moniz kikötője az Ilhéu Mole sziklával

A part menti halászat korábban jelentős szerepet játszott a sziget gazdaságában, de mára jelentősége visszaesett; főleg a helyi fogyasztást elégíti ki. Fontosabb, étkezési célra fogott fajták:
- kardhal (Xiphias gladius, espadarte) (helyi nevezetesség),
- tonhal (Thunnus sp., atum) (a fogás mintegy fele; exportálják is),
- fűrészesfogú sügér (Epinephelus aeneus, garoupa),
- aranykeszeg (dourada),
- papagájhal (Scarus sp., bodiao).

A visszaesés fő oka a túlhalászat (robbantásos és egyéb módszerekkel). A szigetcsoport partjait 1986-ban (elsősorban a tengeri emlősök védelmére) nemzeti parkká nyilvánították: ez lett Portugália első tengeri nemzeti parkja.
A halakon kívül fognak még rákokat:
- cavaco,
- caramujos és

tengeri csigát (caracoles).
Madeirától nyugatra található a Föld egyik jelentős cethalász területe, ezért a bálnavadászat betiltásáig (az ámbráscet vadászatát Madeirán 1982-ben tiltották be) jelentős szerepet játszott a helyi gazdaságban.
Az északi oldal bővizű patakjait elgátolva többhelyütt pisztrángot (trutas) tenyésztenek. Ribeiro Frio pisztrángos tavacskáit a sziget turistalátványosságai közé sorolják.

### Kézműipar
A sziget mindkét, messze földön híres népi iparágát – a kosárfonást és a hímzést – az angol telepesek honosították meg.

#### Hímzés
Az azóta világhírűvé vált madeira hímzéseket 1860 táján Elisabeth Phelps kezdte exportálni és népszerűsíteni: ő rendelt először a helybéli asszonyoktól blúzokat, ruhákat, asztalterítőket és szalvétákat, hogy azokat Londonban adja el. A hímzést önálló iparággá a Madeirán 1900 körül letelepült német kereskedők fejlesztették.
A madeirai kézimunkaipar jelenleg mintegy 15 ezer nőt foglalkoztat. A hímzésmintát kisüzemekben, kék sablonnal nyomják az anyagra, majd ki-ki otthon hímzi ki a munkadarabot, amiből ismét csak az üzemben mossák ki a festéket, majd az anyagot elvarrják, tisztítják, vasalják és csomagolják. Az anyagon pici ólompecsét a kézi munka jele; a gépi hímzés tilos.

#### Kosárfonás
A kosárfonás központja Camacha. Itt a környéken néhány paraszt kimondottan a kosárnak való fűzfavesszők előállítására szakosodott, de az olcsóbb import apránként kiszorítja őket a nyersanyagpiacról.
A legtöbb kosárfonó családi vállalkozásban dolgozik, a „gyárnak” nevezett forgalmazó cégekben már csak lakkozzák az egyébként kész árut. A termék közel felét külföldre viszik, ennek a túlnyomó részét Nagy-Britanniába.

### Ipar
A szigeten már csak három cukormalom működik:
- Funchalban,
- Calhetában és
- Porto da Cruzban.

Ezek fő termékei:
- cukorszirup (melasz);
- cukornádpárlat (aguardente de caña)
- rum

Egy kis gyárban konzervdobozokat gyártanak – főként a sziget környékén fogott tonhal csomagolására.

## Közlekedés

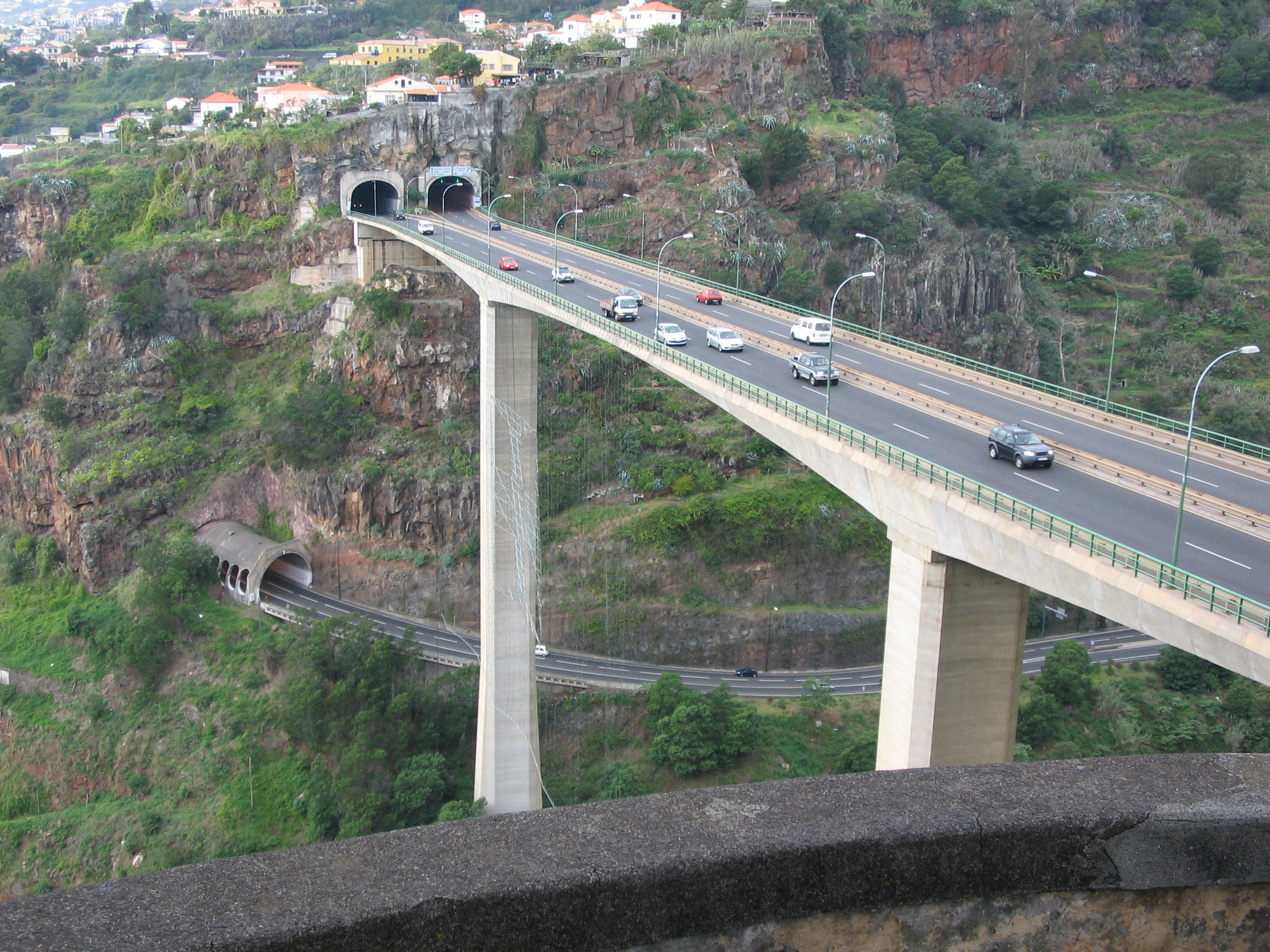
Az ER 101 út São Gonçalo felől Funchalba bevezető szakasza

### Közutakon
A sziget szűkebb értelemben vett északi partjának falvait (São Vicente kivételével) sokáig csak a tengeren lehetett elérni. A sziget hossztengelyében húzódó vízválasztón csak három út kelt át:
- az egyik (most ER 102 jelű) Camachát kötötte össze a Portela-hágón át Porto da Cruzzal,
- a másik (most ER 103 jelű) Funchalt kötötte össze a Paso de Poiso hágón át Faiallal,
- a harmadik (most ER 228 jelű) Funchalt kötötte össze a Boca Encumeada hágón át São Vicentével.

Az északi falvakat az 1960-as években épített kanyargós tengerparti út kapcsolta be a sziget úthálózatába; ezt Portugália európai csatlakozása után a nagyrészt uniós pénzekből épített, a szigeten körbefutó, korszerű ER 101 út váltotta ki. Az ER 228 út már jóformán csak turisztikai célokat szolgál; az ezt felváltó ER 104 út Serra de Água és (São Vicente között alagútban kel át a vízválasztó alatt.

### Repülővel

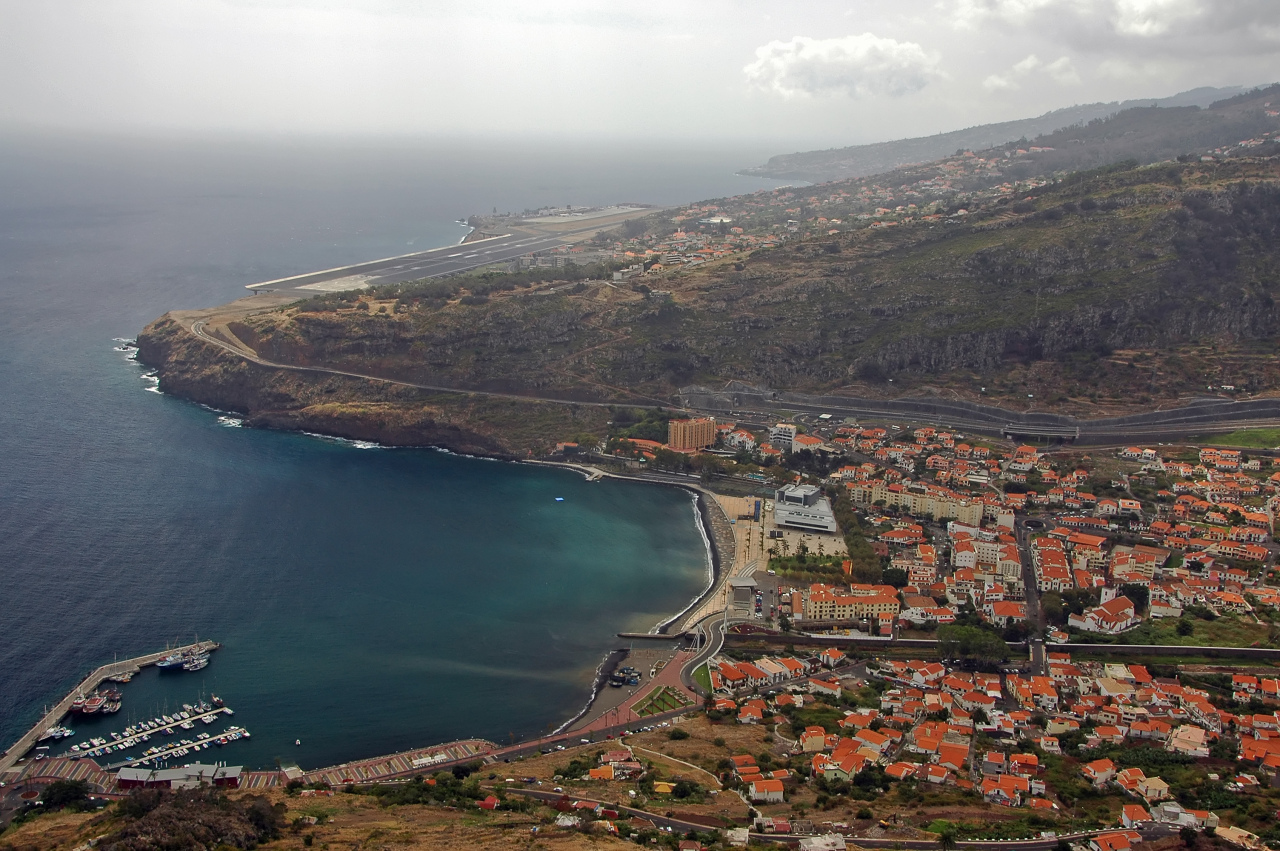
Machico és a Cristiano Ronaldo repülőtér kifutópályája (a háttérben)

Az első repülőjáratok (eleinte hidroplánokkal) 1947-ben indultak Madeiráról Nagy-Britanniába, illetve Portugáliába.
Nemzetközi repülőtere Machicóban van és a sziget szülöttéről elnevezve Cristiano Ronaldo nemzetközi repülőtérnek hívják (azonosítója FNC). A legtöbb járat Lisszabonból és Portóból érkezik, de Európa főbb városaiból, valamint Brazíliából, Venezuelából és a Dél-afrikai Köztársaságból is érkeznek gépek. 2022 őszén a Wizzair közvetlen Budapest - Funchal repülőjáratot indított, amely heti két alkalommal repül Magyarország és Madeira között.
Az 1964-ben megnyitott repülőtér híre rossz volt a magas töltésre épített (és hirtelen, a tenger fölött véget érő) kifutópálya, valamint a fel- és leszállást megnehezítő ellenszelek miatt. A rövid kifutópályát a Boeing 747-700-as gépek megjelenése miatt meghosszabbították. A repülőtéren valaha leszállt legnagyobb gépek az Airbus A320 és a Boeing 737 voltak. A kifutópályát nemrég újratervezték és 2,7 km-esre nyújtották; a végét tartó oszlopk talpa százhúsz méterrel van a tenger színe alatt. 2000 óta a repülőtér immár bármilyen, modern utasszállító fogadására alkalmas. A schengeni egyezmény tagországainak állampolgárai szabadon léphetnek be a szigetre, a máshonnan érkezőknek útlevélre vagy azzal egyenértékű személyi azonosító okmányra van ehhez szükségük.

### Tömegközlekedés, taxi
Madeirán a szokatlan útkörülmények miatt lakott területen 40 km/h a megengedett sebesség, bár erre a taxi- és buszsofőrök többnyire fittyet hánynak. A taxik mindegyike jól felismerhető: sárga alapszínűek, az oldalukon kék csíkkal. Funchalban a város méretéhez képest jelentős tömegközlekedést üzemeltetnek, bár az utasok tájékoztatása néhol elmarad a várttól (például a megállók többségében nem raknak ki menetrendet). Buszjegyet a járművön is lehet váltani. A buszok egységesen sárgák.

## Kultúra

### Építészet
A sziget világi építészetét a közelmúltig a gazdagság és a szegénység ellentéte határozta meg:
- a tipikus vidéki épület a jobbára osztatlan belső terű, zsúpfedeles, hegyesszögű egyenlő szárú háromszög homlokzatú, apró faház, a casa de colmo volt. Néhány ilyenben a sziget északkeleti részén még máig laknak; Santana főterén pedig turistalátványosságnak rekonstruáltak három ilyen épületet.
- a cukornád- és szőlőültetvények közepén emelt udvarházakat quintának nevezték, mert jellemzően öt szobájuk volt. A 16. század közepétől ez a vidéki életforma hanyatlásnak indult: a nagybirtokosok inkább bérbe adták földjeiket, ők maguk pedig beköltöztek Funchalba. A quinták többnyire egy emeletesek. Jellemző rájuk a tágas, árnyas belső udvar és az emeleten végigfutó galéria.

Az egyházi építészet korai időszakának fő irányzata a Mánuel stílus (manuelika) volt. A díszítések ugyan nem voltak olyan gazdagok, mint az anyaországban, de sajátos motívumkincsük feltétlenül említésre méltó: a helybéli művészeket a hajózás világa mellett főleg a déltengerek mesés szörnyei ihlették meg. A mór művészet hatását tükrözik a mudéjar stílusú, faragott fatetők.
A spanyol uralom alatt keveset építkeztek; az egyházi művészet a 18. században lendült föl másodszor. Ennek legfőbb jelei az egész falakat betöltő, dúsan faragott és aranyfüsttel bevont faoltárok (talha dourada). Az azulejo díszítések első aranykora is a 18. században volt – a második pedig a 20. század elején.

#### Belsőépítészet
A madeirai cukortermelés első összeomlása után már a helyi fogyasztást is import cukorból fedezték. A cukrot Brazíliából valódi mahagóni fából készült ládákban hozták be, és ezekből készítették a maderai asztalosok a 17. században rendkívül népszerűvé vált, az egyéb portugál parasztbútorokhoz hasonlóan egyszerű és erős „cukrosládabútorokat”. Ezek ajtajait gyakran kazettaberakással díszítették, rájuk nehéz veretű keresztet vagy virágmintás vaspántot illesztettek. A cukrosládabútorok olyan népszerűekké váltak, hogy hamarosan a helyi fafajtákból is elkezdtek ilyen stílusú bútorokat készíteni. Divatjuk az 1700-as évek elejéig tartott; ekkor a szigetre betelepülő angolok új lakberendezési stílust hoztak divatba.

### Gasztronómia
Madeira ételkülönlegességei:
- espada (fekete kardhal):
  - filézve, banánnal;
  - főzve, borral és fokhagymával;

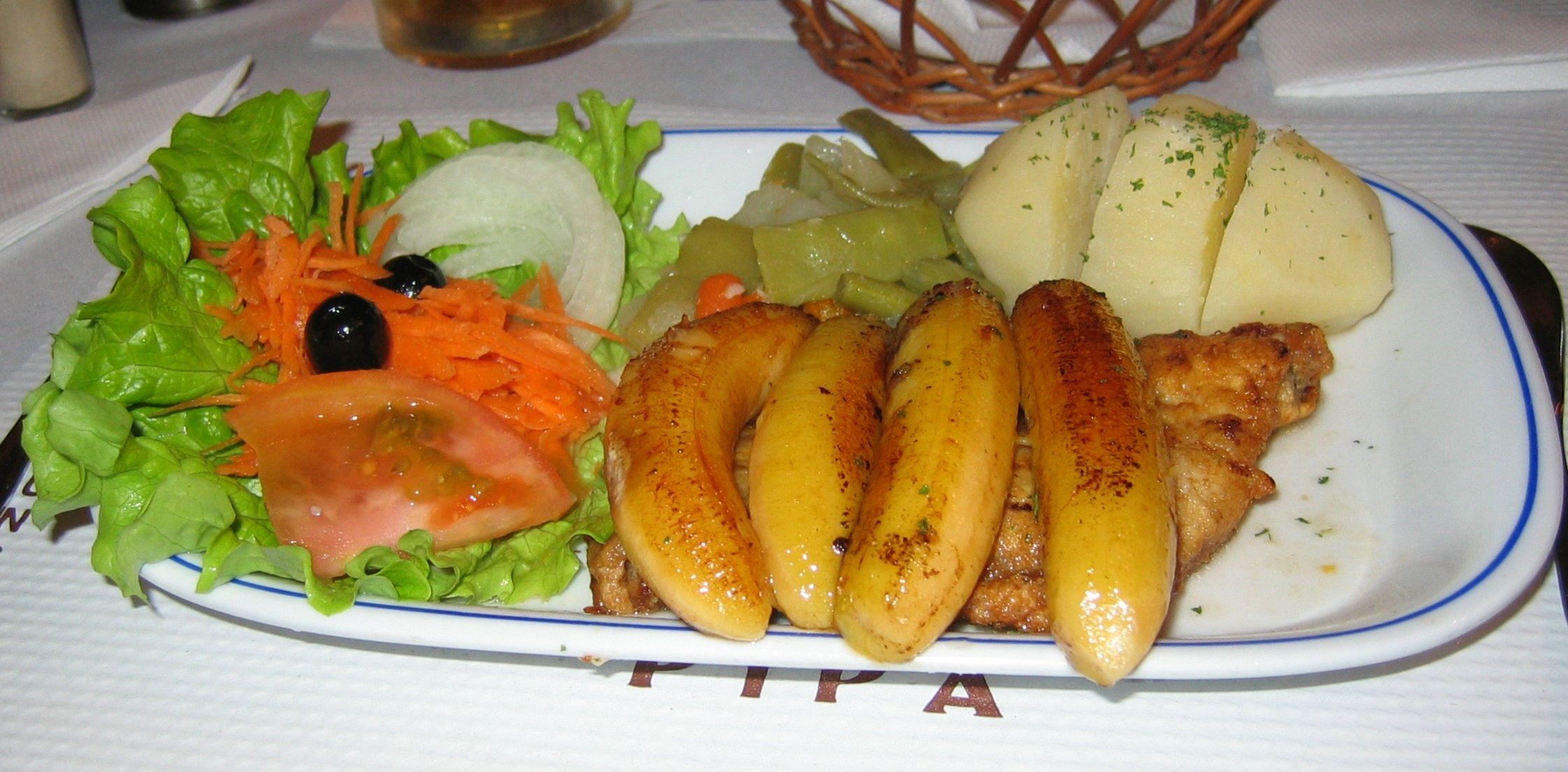
Espada (fekete kardhal) banánnal

- espetada (nyárson sült marhahús szeletkék babérsóval).

A szigetet alapvetően két okból emlegetik az ínyencek. Ezek egyike az avinált borból utólagos hőkezeléssel előállított Madeira, a másik a barnamártásból madeira bor hozzáforralásával előállított madeira mártás.
További, helyi jellegű ételek, italok:
- açorda – világos kenyérleves fohagymával és tojással;
- arroz de mariscos – tenger gyümölcsei rizzsel;
- batata doce – héjában sült édesburgonya (köret);
- bolo de caco – kerek, lapos fehér kenyér – eredetileg édesburgonyából sütötték agyagedényben; mára csaknem kizárólag lisztből készül, vaslapon. Fokhagymás vajjal kenik meg;
- bolo de mel – sötét, kerek, fűszeres kalács cukornádsziruppal;
- cabra – dúsan fűszerezett fiatal kecske kemencében sütve (jellemzően húsvéti étel);
- caldeirada da peixe – fűszeres halászlé krumplival, hagymával és paradicsommal;
- carne vinho e alho – kockára vágott, borban és ecetben, sokáig fokhagymával és édesköménnyel pácolt, majd párolt disznóhús (ünnepi étel);
- castanhétas – fokhagymaolajban sült apróhalak;
- espagetes de mariscos – tenger gyümölcsei spagettivel;
- lapas – a tengeri csigát a parti sziklákról gyűjtik, fokhagymás vajjal és citromlével serpenyőben sütik sok fokhagymával;
- Laranjada – narancs ízű szénsavas üdítőital
- milho frito – fűszeres puliszkakása kockára vágva és kisütve (köret);
- prego (na prato), azaz szög (a tányéron) – vékony szelet marhasült salátalevélen és paradicsomon.
- termoças – sóval eltett csillagfürt magok; eszik őket sörkorcsolyának, illetve köretként zúzához vagy disznófülhöz;
- milho frito – füvekkel ízesített, kockára vágott puliszka;

További, helyi jellegű italok:
- Rum da Madeira, eredetvédett madeirai rum.
- aguardente de caña – a rumhoz hasonló cukornádpárlat
- chá de limão – citromhéjból forrázott limonádé;
- poncha – citromléből, mézből és cukornádpálinkából faedényben turmixolt, habos ital, amit állítólag Câmara de Lobos halászai találtak fel;
- vinho verde – kissé még pezsgő, kevés alkoholt tartalmazó újbor.

### Népviselet
A hűvösebb vidékeken főleg a férfiak hordják a jellegzetes kötött gyapjúsapkát (barreta de lã). Korábban főleg a barna és a drapp árnyalatokat kedvelték, újabban mind élénkebb színek hódítanak. A mezőgazdasági és egyéb földmunkákhoz hagyományosan félhosszú bőrcsizmát húznak. Nőkön az egykori népviseletre emlékeztető tarka gyapjúszoknyát, fehér blúzt, a vállon átvetett piros kendőt, csücskös kis sapkát hétköznapokon már leginkább csak a funchali virágpiacon látni. A népviseletet ápoló hagyományőrző csoportok rendszeresen fellépnek az ünnepeken, részt vesznek a karneválon. A szállodákban és éttermekben gyakran hivatásos folklórcsoportok lépnek fel.

## Látnivalók

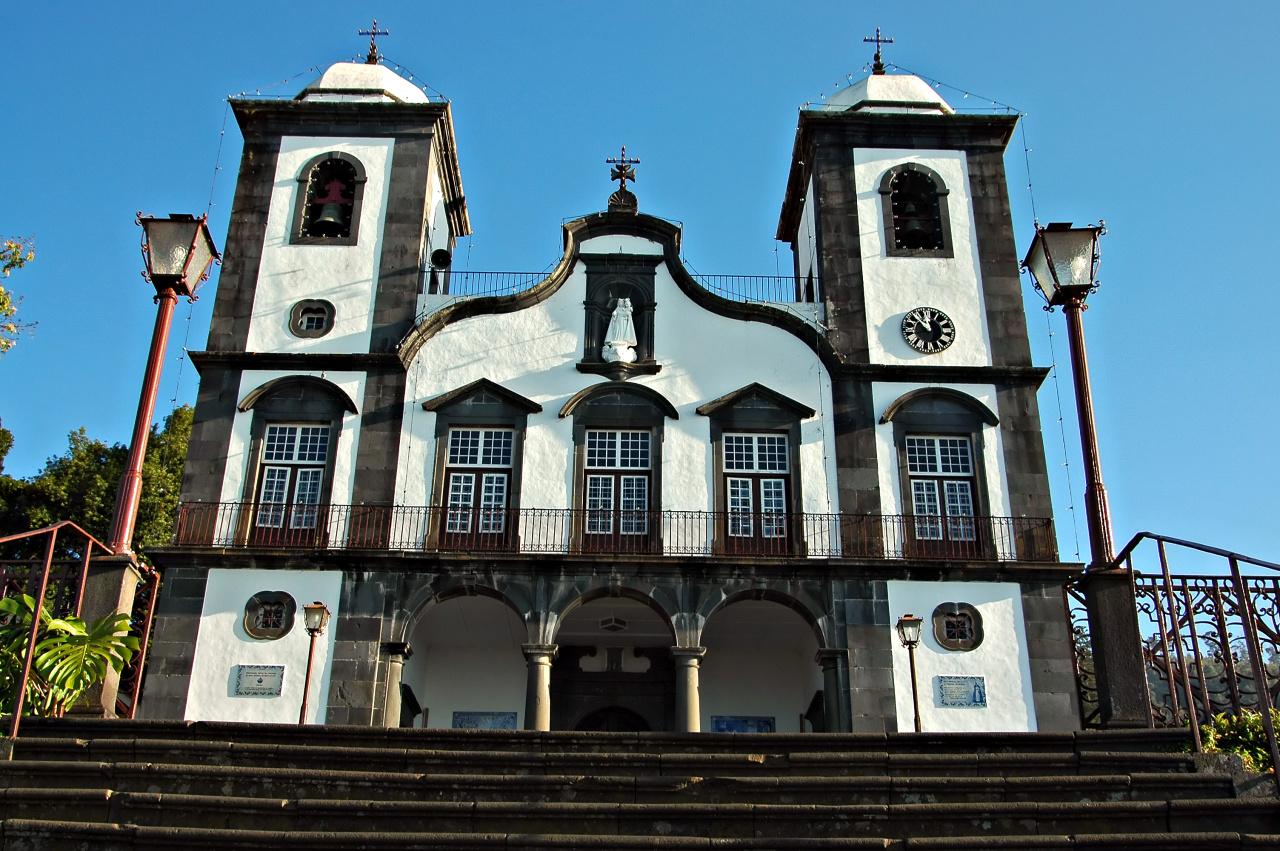
Miasszonyunk temploma

Madeira fő nevezetessége a levadák (öntözőcsatornák) hálózata. A fő csatornák több szinten, kiváló túralehetőséget kínálva húzódnak végig főleg a sziget teljes nyugati és délkeleti részén. Egy részük sziklákba vájt alagutakban fut.
A sziget sziklás, illetve kavicsos partjai strandolásra nem igazán kedvezőek, de például Porto Moniz lávamedencéi igen ötletesek. A sziget egyetlen pici, természetesen homokos öble Caniçal közelében a Prainha nevű strand. Calhetánál mesterségesen alakítottak ki homokos partot. Caniçal közelében találhatók a Szent Lőrinc-fok kopár sziklái.

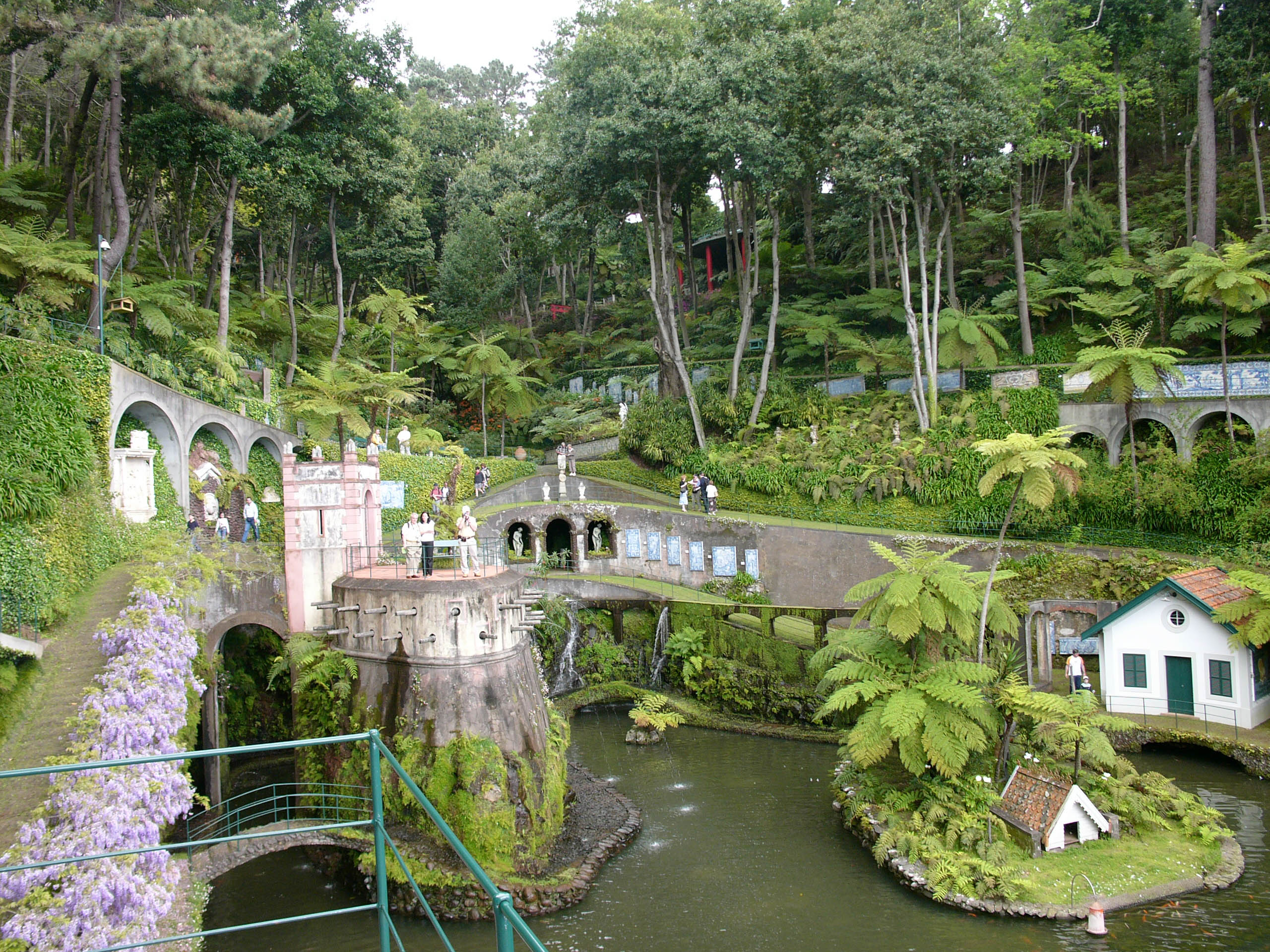
Trópusi kert Funchal közelében

- Funchal fő látnivalói a botanikus kertek;
- Monte fő nevezetességei a Miasszonyunk temploma (itt temették el IV. (Boldog) Károlyt, az utolsó magyar királyt) és a Szeplőtelen fogantatás kápolnája;
- A sziget északnyugati részén még láthatók az egykori babérlombú erdők maradványai;
- São Vicente mellett az egykori tűzhányó lávabarlangjait nézhetjük meg;
- Camacha fő érdekessége a kosárfonó múzeum;
- a sziget második legmagasabb csúcsa, a Pico de Areeiro lábához közút vezet.